# Noyal-Châtillon-sur-Seiche
Pour les articles homonymes, voir Noyal et Châtillon.
Noyal-Châtillon-sur-Seiche est une commune française située dans le département d'Ille-et-Vilaine, en région Bretagne.
Située au sud du bassin rennais, traversée par la Seiche et peuplée de 7995 habitants, elle fait partie des 43 communes de Rennes Métropole.

## Géographie

### Localisation
La commune se trouve au sud de Rennes, sur un surplomb de la Seiche. Le bourg est séparé de celui de Chartres-de-Bretagne par la RN 137/E3.
Le territoire de la commune est traversé du nord au sud par la RD 82 et d'est en ouest par la RD 34 (seconde rocade de Rennes).
| Saint-Jacques-de-la-Lande | Rennes                     | Chantepie       |
| Chartres-de-Bretagne      | Noyal-Châtillon-sur-Seiche | Vern-sur-Seiche |
| Pont-Péan                 | Saint-Erblon               |                 |

### Transports
La ville était autrefois desservie par les Tramways d'Ille-et-Vilaine via la ligne de Rennes à Grand-Fougeray, entre 1910 et 1937.
Le centre de Noyal-Châtillon est desservi par les lignes de bus 61, 91 et 161ex.
La zone d'activité de la Janais est desservie par les lignes 59, 63 et 72.

### Hydrographie
Pour un article plus général, voir Réseau hydrographique d'Ille-et-Vilaine.
La commune est située dans le bassin Loire-Bretagne. Elle est drainée par la Seiche, l'Ise, le Blosne, le ruisseau d'orson,,.
La Seiche, affluent rive gauche de la Vilaine, est le principal cours d'eau. L'Ise et l'Orson drainent respectivement le nord et le sud de la commune. L'Orson est un ruisseau qui prend sa source sur la commune. La Seiche constitue une partie de la limite communale entre Noyal-Châtillon-sur-Seiche et Saint-Erblon. L'Orson constitue la limite entre Noyal-Châtillon-sur-Seiche et Chartres-de-Bretagne. 
L'Ise, d'une longueur de 30 km, prend sa source dans la commune de Janzé et se jette  dans la Seiche sur la commune, après avoir traversé sept communes. 

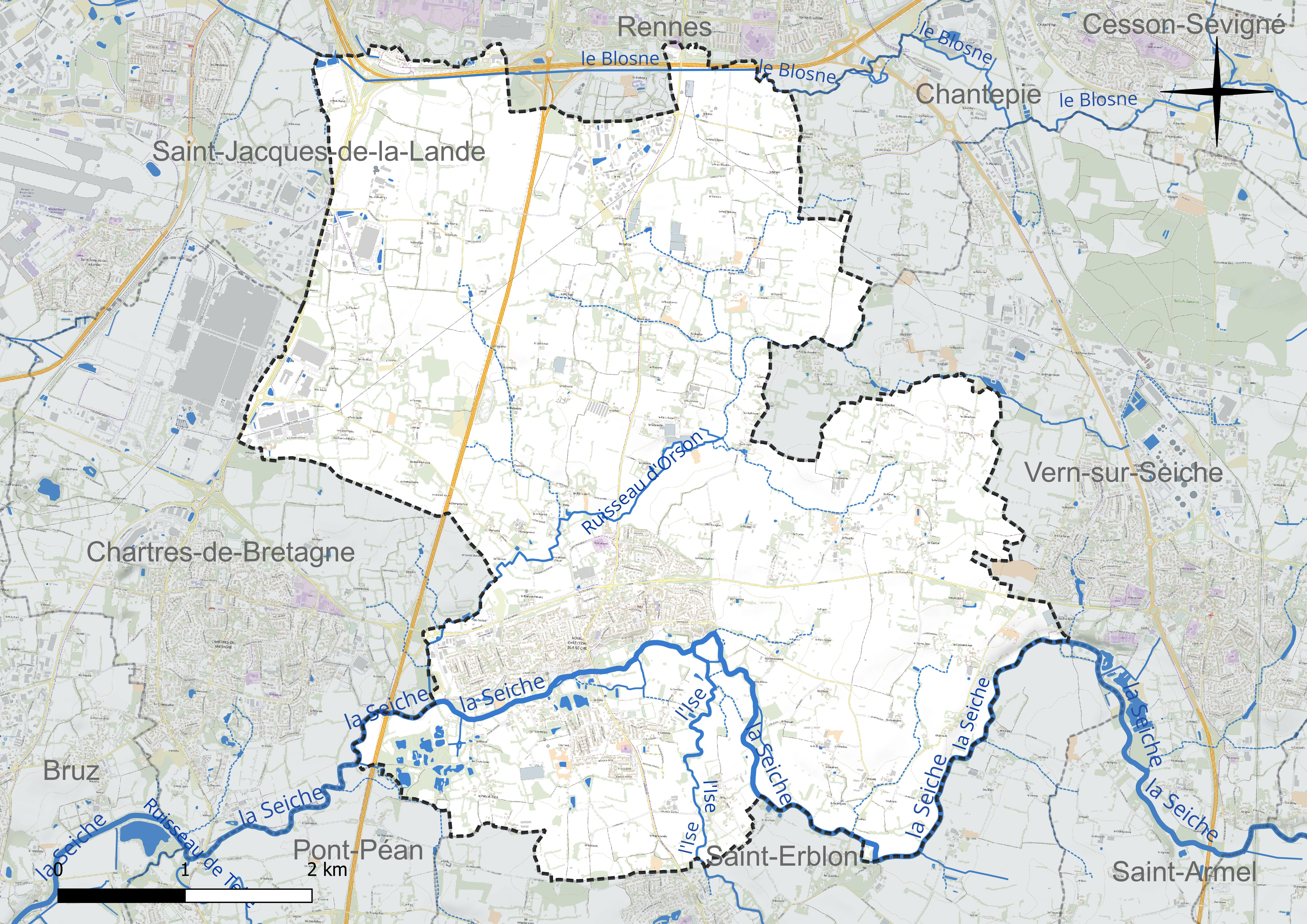
Réseau hydrographique de Noyal-Châtillon-sur-Seiche.

Le Blosne, d'une longueur de 19 km, prend sa source dans la commune de Domloup et se jette  dans la Vilaine au niveau du Rheu, après avoir traversé huit communes. 

### Climat
Pour des articles plus généraux, voir Climat de la Bretagne et Climat d'Ille-et-Vilaine.
En 2010, le climat de la commune est de type climat océanique altéré, selon une étude du CNRS s'appuyant sur une série de données couvrant la période 1971-2000. En 2020, Météo-France publie une typologie des climats de la France métropolitaine dans laquelle la commune est exposée à un climat océanique et est dans la région climatique  Bretagne orientale et méridionale, Pays nantais, Vendée, caractérisée par une faible pluviométrie en été et une bonne insolation. Parallèlement l'observatoire de l'environnement en Bretagne publie en 2020 un zonage climatique de la région Bretagne, s'appuyant sur des données de Météo-France de 2009. La commune est, selon ce zonage, dans la zone « Sud Est », avec des étés relativement chauds et ensoleillés.  
Pour la période 1971-2000, la température annuelle moyenne est de 11,7 °C, avec une amplitude thermique annuelle de 13,2 °C. Le cumul annuel moyen de précipitations est de 712 mm, avec 11,7 jours de précipitations en janvier et 6,3 jours en juillet. Pour la période 1991-2020, la température moyenne annuelle observée sur la station météorologique la plus proche, située sur la commune de Saint-Jacques-de-la-Lande à 5 km à vol d'oiseau, est de 12,4 °C et le cumul annuel moyen de précipitations est de 691,0 mm,. Pour l'avenir, les paramètres climatiques de la commune estimés pour 2050 selon différents scénarios d'émission de gaz à effet de serre sont consultables sur un site dédié publié par Météo-France en novembre 2022.

## Urbanisme

### Typologie
Au 1er janvier 2024, Noyal-Châtillon-sur-Seiche est catégorisée ceinture urbaine, selon la nouvelle grille communale de densité à sept niveaux définie par l'Insee en 2022.
Elle appartient à l'unité urbaine de Rennes, une agglomération intra-départementale regroupant 16  communes, dont elle est une commune de la banlieue,,. Par ailleurs la commune fait partie de l'aire d'attraction de Rennes, dont elle est une commune de la couronne,. Cette aire, qui regroupe 183 communes, est catégorisée dans les aires de 700 000 habitants ou plus (hors Paris),.

### Occupation des sols
L'occupation des sols de la commune, telle qu'elle ressort de la base de données européenne d'occupation biophysique des sols Corine Land Cover (CLC), est marquée par l'importance des territoires agricoles (85,9 % en 2018), en diminution par rapport à 1990 (91,7 %). La répartition détaillée en 2018 est la suivante : 
zones agricoles hétérogènes (43,3 %), terres arables (37,1 %), zones urbanisées (8,9 %), prairies (5,5 %), zones industrielles ou commerciales et réseaux de communication (4,5 %), espaces verts artificialisés, non agricoles (0,6 %). L'évolution de l'occupation des sols de la commune et de ses infrastructures peut être observée sur les différentes représentations cartographiques du territoire : la carte de Cassini (XVIIIe siècle), la carte d'état-major (1820-1866) et les cartes ou photos aériennes de l'IGN pour la période actuelle (1950 à aujourd'hui).

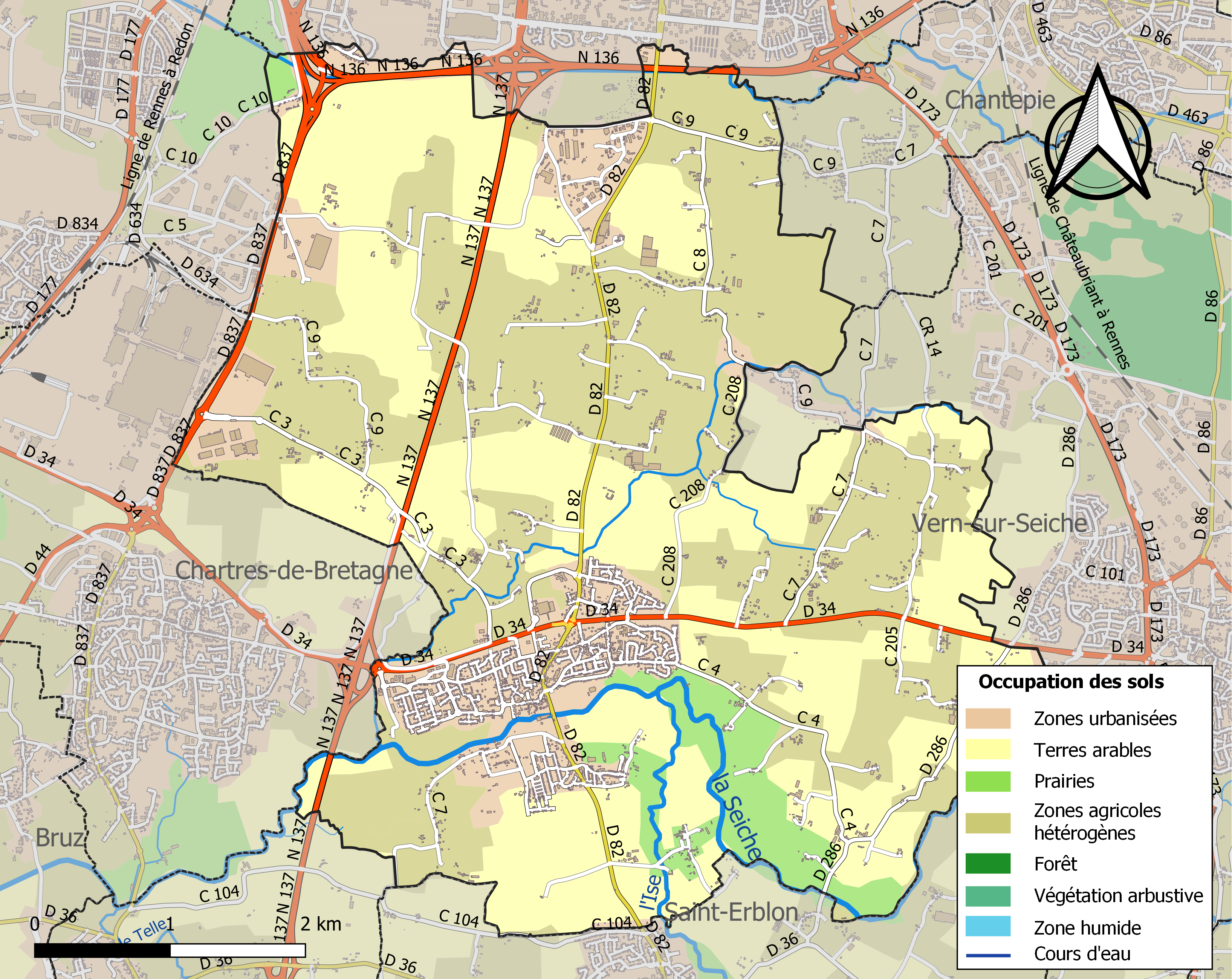
Carte des infrastructures et de l'occupation des sols de la commune en 2018 (CLC).

### Logement
Le tableau ci-dessous présente une comparaison de quelques indicateurs chiffrés du logement pour Noyal-Châtillon-sur-Seiche et l'ensemble de l'Ille-et-Vilaine en 2017,.
|                                                                  | Noyal-Châtillon-sur-Seiche | Ille-et-Vilaine |
| ---------------------------------------------------------------- | -------------------------- | --------------- |
| Parc immobilier total (en nombre d'habitations)                  | 3 195                      | 546 440         |
| Part des résidences principales (en %)                           | 93,4                       | 86,2            |
| Part des résidences secondaires et logements occasionnels (en %) | 1,0                        | 6,9             |
| Part des logements vacants (en %)                                | 5,6                        | 6,9             |
| Part des ménages propriétaires de leur logement (en %)           | 62,5                       | 59,8            |

### Morphologie urbaine
Noyal-Châtillon-sur-Seiche dispose d'un plan local d'urbanisme intercommunal approuvé par délibération du conseil métropolitain du 19 décembre 2019. Il divise l'espace des 43 communes de Rennes Métropole en zones urbaines, agricoles ou naturelles.

## Toponymie

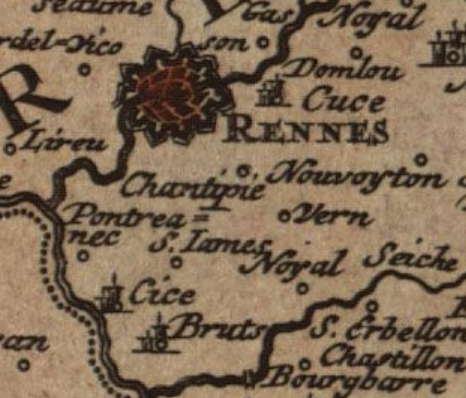
Extrait de la Tabula ducatus britanniae gallis, où l'on peut lire « Noyal ». Le symbole utilisé signifie pagi (bourgs).

Le nom de la localité est attesté sous les formes Nulliacus en 1050, Noial en 1174, Noyallum super Siccam en 1516.
Noyal est un toponyme d'origine gauloise dérivé de l'étymon nouioialon, désignant une terre nouvellement défrichée. Les lieux nommés Châtillon tirent généralement leur origine d'une fortification du Moyen Âge (castellum) : il est probable qu'une ancienne forteresse couronnait la motte sur laquelle est construite l'église Saint-Léonard.
En gallo, Noyal s'écrit Nouyall ou Noyall et Châtillon-sur-Seiche s'écrit Châtiyon (écriture MOGA). Noyal-Châtillon-sur-Seiche s'écrit Nóyau-Chastilhon.
La forme bretonne proposée par l'Office public de la langue bretonne est Noal-Kastellan.

### Histoire des deux paroisses et communes (avant leur fusion)

#### Noyal-sur-Seiche

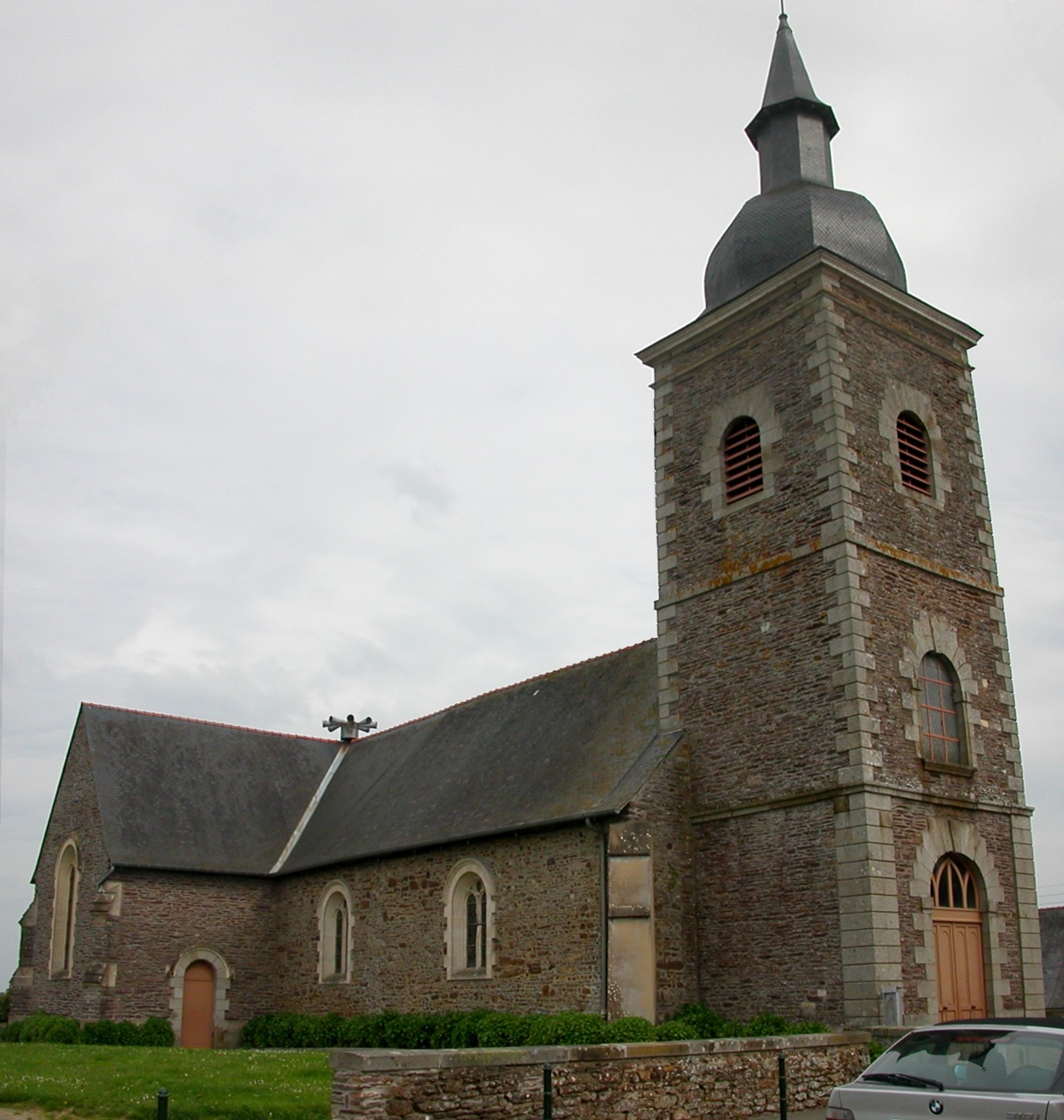
Église Saint-Martin - ancienne église paroissiale de Noyal-sur-Seiche.

L'existence de Noyal-sur-Seiche semble remonter au XIe siècle car un seigneur nommé Geoffroy, fils de Salomon, construisit vers 1050 un château dans un lieu nommé Nulliacus et qui paraît être Noyal-sur-Seiche. Ce château qui est peut-être celui de Brécé, ne fut bâti qu'avec l'autorisation de l'abbesse de Saint-Georges dont l'abbaye possédait des terres sur la commune et avait un droit de Tonlieu, c'est-à-dire de prélever une taxe sur le transport des marchandises par bateau.
En 1697 le seigneur protecteur de la paroisse était messire Charles Marie Le Meneust, sire de Bréquigny.
Au XVe siècle se trouvait sur le côté nord du chœur de l'église, la pierre tombale des sieurs de Brécé ; celle des seigneurs de Lancé se voyait sur le côté nord de la nef et celle de ceux du Chênet, vis-à-vis du maître autel. En 1667 fut inhumée Marguerite Gouicquet, fille de Jean Gouicquet seigneur de Lancé.
Le cimetière de Noyal se situait autour de l'église. En 1878 la municipalité s'inquiète de son exiguïté, en raison de la construction des chapelles latérales de l'église. Dix ans plus tard rien n'a changé, un projet en cours depuis 1871 a été à maintes reprises modifié puis abandonné. En 1889, la commune reçoit de la famille de Vaujuas le don providentiel d'un terrain qui permet l'agrandissement du cimetière vers le nord à peu de frais. Les premières inhumations sur le nouveau terrain n'eurent vraisemblablement pas lieu avant 1892, soit plus de 14 ans après le lancement du projet !

#### Châtillon-sur-Seiche

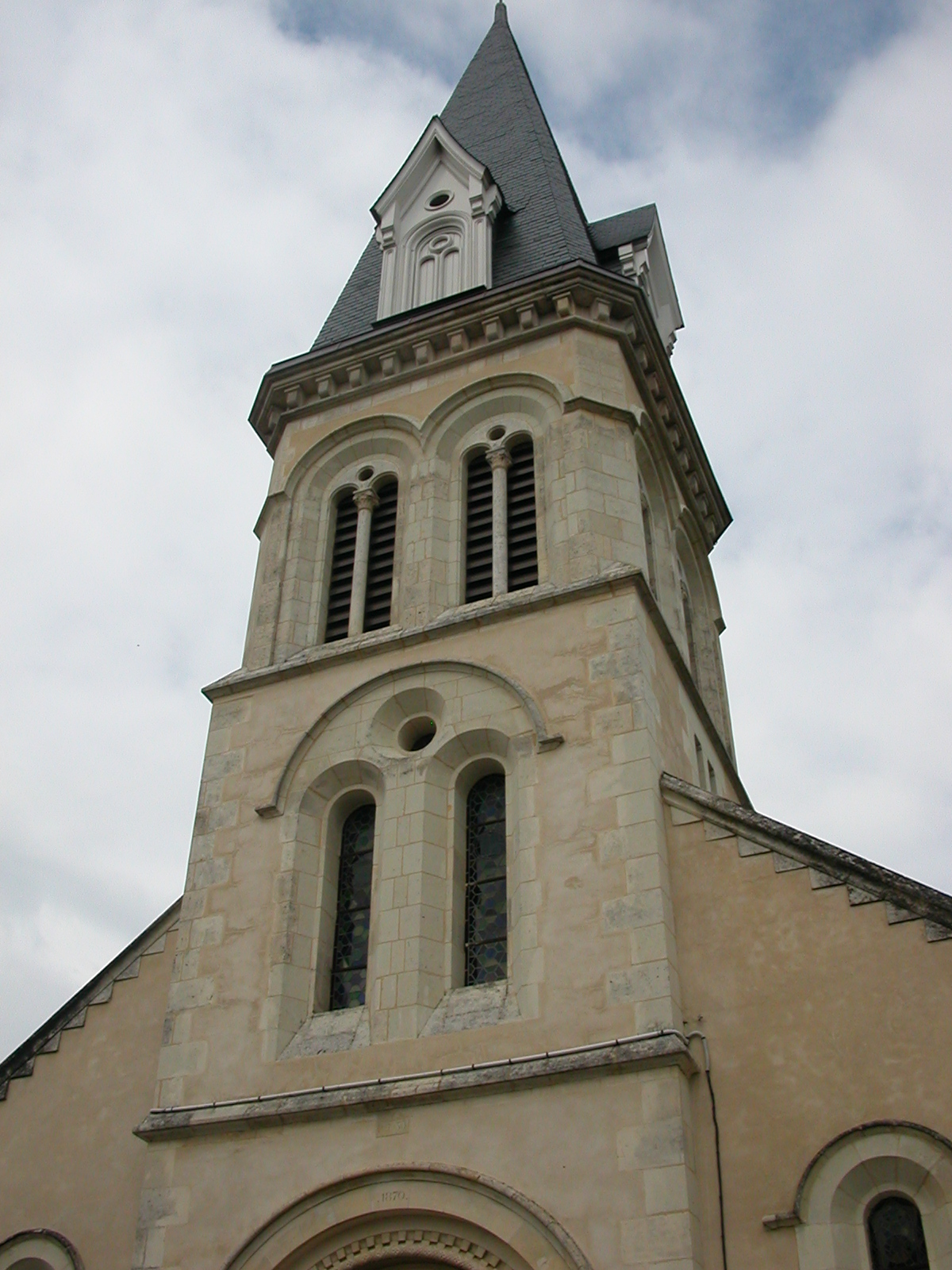
Église Saint-Léonard - ancienne église paroissiale de Châtillon-sur-Seiche.

L'église Saint-Léonard, de Châtillon dépendait de l'abbaye de Saint-Melaine. Les moines en étaient curés primitifs. En 1158 Josse, évêque de Tours, confirme la donation de l'église de Châtillon aux bénédictins de Saint-Melaine. La paroisse ayant obtenu une certaine prospérité, les moines obtinrent en 1332 de Jean III, duc de Bretagne une foire annuelle à Châtillon-sur-Seiche le 14 septembre (Cette date correspond à celle d'un pèlerinage à Saint-Léonard qui semble avoir remplacé un pèlerinage ancien à une relique de la Vraie Croix). Un peu plus tard, le duc Jean IV accorda à l'abbaye de Saint-Melaine, le 30 septembre 1380, « un marché par chacune sepmaine, au jour de mardy, en leur bourg de Chasteillon-sur-Seiche ».
À cette époque, autour du prospère et animé bourg de Châtillon-Sur-Seiche qui borde l'église Saint-Léonard, on dénombrait 3 manoirs nobles dans la paroisse (la Lande, Lancé et la Josselinais).
La foire du vieux bourg eut lieu plusieurs siècles et prit fin à la Révolution française.
1793 -1794 Pendant la Terreur (révolution française), le vicaire de la paroisse de Châtillon, Julien Gauthier fut caché sur le territoire de la commune par les paysans du lieu. Il disait la messe, baptisait, confessait de nuit et lors d'une de ses sorties nocturnes, il tomba sur une patrouille de soldats révolutionnaires. Arrêté, il s'échappa grâce au chef des soldats qui le laissa partir et ne donna l'ordre de tirer que lorsqu'il se trouva hors de portée.
Trois paysans de Châtillon-sur-Seiche appelés Baratte, Bazin et Logeais cachèrent tour à tour chez eux un prêtre nommé Crosson qu'ils désignaient par le nom de code de « tonton ». Une lettre qui lui était destinée tomba dans les mains d'un partisan du gouvernement, qui le dénonça. Le prêtre fut traîné par les cheveux jusqu'au pré voisin et fusillé.
Les Châtillonnais Baratte, Bazin et Logeais qui le cachaient furent arrêtés, conduits à Rennes pour y être enfermés. Baratte y mourut, la fin de la Terreur sauva les deux autres.
Le prêtre fusillé fut remplacé par un autre qui se cacha dans une excavation sur les bords de la Seiche. L'ayant aussi découvert, les « Bleus » le fusillèrent au lieu-dit les Prés Pruneaux.
Un dernier prêtre vint sur le territoire de la commune à la demande des paysans ; il se cachait dans une ferme de la commune de Bruz. Au bout de plusieurs années, il fut tué dans le bois de Chancor, alors qu'il disait la messe.

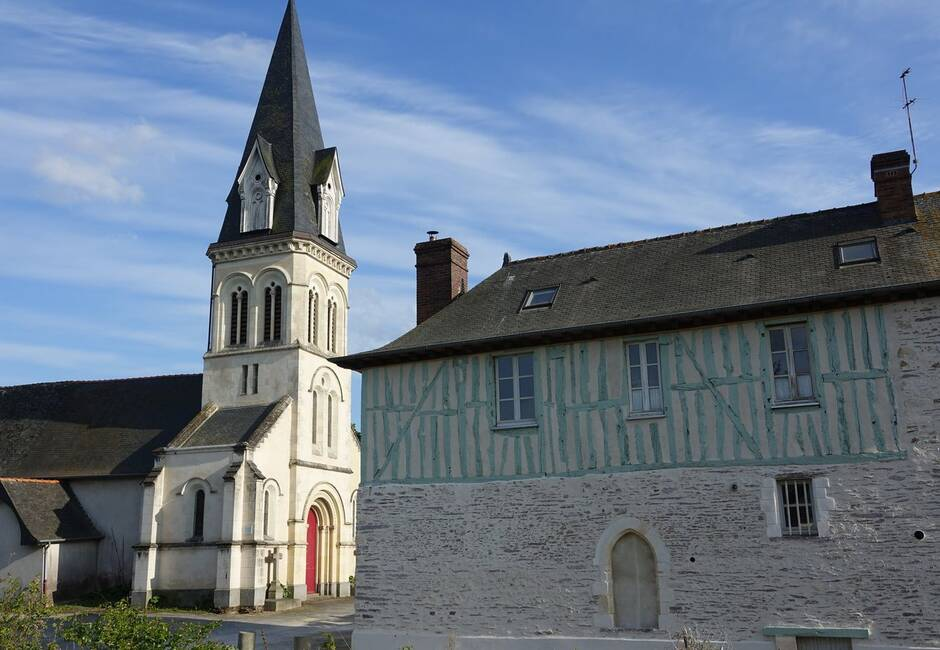
Le vieux bourg de Châtillon-sur-Seiche.

En 1803, la paroisse fut supprimée et son territoire fut uni à celle de Noyal-sur-Seiche. Mais en 1814, l'évêque de Rennes nomma à Châtillon-sur-Seiche un prêtre auquel il donna les pouvoirs de recteur et en 1820 une ordonnance royale érigea Châtillon-sur-Seiche en succursale et redevint indépendante de Noyal.
Elle conserve sous le chœur une crypte du haut Moyen Âge. De la période romane subsistent le chœur et une partie de la nef. Cette dernière ayant été agrandie au XVe ou XVIe siècle. La sacristie date peut-être du XVIIIe siècle. Le clocher-porche est une construction de l'architecte Béziers-Lafosse, projeté en 1869 il fut réalisé en 1880 (date portée). L'ensemble de l'édifice a été récemment remanié, ce qui rend difficile sa lecture archéologique.
Châtillon-sur-Seiche était renommée pour ces cerises qui y « sont exquises et mûrissent plus tôt qu'ailleurs » (Adolphe Orain).

## Histoire des deux communes fusionnées

### Antiquité
Le territoire de la commune est assez riche en menhirs et dolmens de l'âge de pierre.
Des objets de l'âge du bronze ont même été trouvés dans le sol tels les taureaux visibles au musée de Bretagne (qui semblent dater de cette époque).
La peuple celte qui peuplait ce territoire est celle des Riedones dont Condate Riedonum était la capitale (situé à l'emplacement de l'actuelle Rennes).
En 1983 la commune de Châtillon-sur-Seiche projette la construction d'un lotissement à la Guyomerais, des sondages sont effectués permettant de déterminer l'existence d'un site d'une grande densité de structures. Suivront trois années de fouilles du 1er avril 1984 au 1er novembre 1987 sur un chantier de quatre hectares. Ces fouilles ont permis de retracer l'évolution sur quatre siècles, d'un domaine rural gallo-romain : de la modeste ferme du début de notre ère au palais campagnard du IIIe siècle. Le microtoponyme médiéval ou plus tardif la Ville-Rouge se situait  à la Guyomerais , d'où le nom donné à la villa découverte : Villa de la Guyomerais. En gallo-roman VILLA signifie « grand domaine rural », puis « village » à l'époque médiévale, rouge qualifie peut-être la terre de la région qui était utilisée dans l'artisanat de la poterie depuis la plus haute antiquité.

### Période féodale
Les seigneurs de cette époque avaient le droit plus ou moins total de rendre la justice sur leurs terres. Pour les condamnations à mort, des fourches patibulaires étaient dressées. Les seigneurs de Lancé, Brécé et de Launay-Bruslon avaient le droit de condamner à la pendaison. À Brécé, se dressaient des fourches patibulaires à trois piliers. Pour des peines de moindre importance, l'abbaye de Saint-Melaine avait un droit de cep et de collier (poteau qui servait à attacher les coupables) dans le bourg de Châtillon.

### XIXesiècle
Les principaux changements pour les communes pendant cette période furent opérés sur la voirie, qui était alors en fort mauvais état. Quelques routes ont été créées : 1852 de la Noé d'Etole à Thorigné en Rennes, 1854 Pont du vivier sur l'Isle en Saint-Erblon ; 1868 route de Bézalais.
Le service national des télégraphes, sur ordonnance de Louis-Philippe, créa en 1832 une ligne selon le système Chappe, d'Avranches à Nantes. Le choix de la flèche du vieux clocher de Noyal eut lieu la même année. Son poste de guet communiquait au nord avec l'église Saint-Sauveur de Rennes et au sud avec une tour construite à Bout de Lande en Orgères. En 1832, le projet fut contesté : le clocher datant de 1701 était en si mauvais état qu'on n'osait même plus sonner la cloche. En 1835, on décida de construire une nouvelle tour qui fut achevée en 1841 mais le télégraphe n'y vint jamais.

### LeXXesiècle

#### La Belle Époque
Une ligne de tramway des TIV (Transports d'Ille-et-Vilaine) allant de Rennes au Grand-Fougeray en passant par Chartres, Noyal-sur-Seiche, Pont-Péan, Orgères, Chanteloup, Le Sel, Saulnières, Pancé, Bain et La Dominelais fut construite à partir de 1909 ; mise en service en 1910, la ligne était longue de 64 km ; elle ferma en 1937 ; les tramways y circulaient à environ 25 km/h.

### De nos jours (depuis la création de la nouvelle commune fusionnée)
La commune de Noyal-Châtillon-sur-Seiche a été créée le 1er janvier 1993, par fusion simple des anciennes communes de Noyal-sur-Seiche et Châtillon-sur-Seiche. La nouvelle commune a établi son chef-lieu sur le territoire de l'ancienne commune de Noyal-sur-Seiche.

## Politique et administration

### Rattachements administratifs et électoraux

#### Circonscriptions de rattachement
Depuis la création de la commune, Noyal-Châtillon-sur-Seiche appartient à l'arrondissement de Rennes et au canton de Bruz. Avant 1993, Châtillon et Noyal-sur-Seiche ont appartenu aux cantons suivants : Rennes-Sud-Ouest (1833-1973), Rennes-VIII (1973-1982) et Bruz (1982-1993).
Pour l'élection des députés, la commune fait partie de la première circonscription d'Ille-et-Vilaine, représentée depuis juin 2022 par Frédéric Mathieu (LFI-NUPES). Auparavant, elle était rattachée à la 4e circonscription (Redon). Sous la IIIe République, les deux anciennes communes appartenaient à la deuxième circonscription de Rennes et de 1958 à 1986 à la 2e circonscription (Rennes-Sud).

#### Intercommunalité
Châtillon et Noyal-sur-Seiche ont fait partie des 27 communes fondatrices du District urbain de l'agglomération rennaise, intercommunalité créée le 9 juillet 1970 et devenue Rennes Métropole le 1er janvier 2000.
Noyal-Châtillon-sur-Seiche fait aussi partie du Pays de Rennes.

#### Institutions judiciaires
Sur le plan des institutions judiciaires, la commune relève du tribunal judiciaire (qui a remplacé le tribunal d'instance et le tribunal de grande instance le 1er janvier 2020), du tribunal pour enfants, du conseil de prud'hommes, du tribunal de commerce, de la cour d'appel et du tribunal administratif de Rennes et de la cour administrative d'appel de Nantes.

### Administration municipale
Le nombre d'habitants au dernier recensement étant compris entre 5 000 et 9 999, le nombre de membres du conseil municipal est de 29.
Conseil municipal actuel
Les 29 sièges composant le conseil municipal ont été pourvus le 15 mars 2020 lors du premier tour de scrutin. Actuellement, il est réparti comme suit :

### Liste des maires
| Période      | Période   | Identité           | Étiquette | Qualité |
| ------------ | --------- | ------------------ | --------- | --- |
| janvier 1993 | juin 1995 | Jean-Jacques Heuzé | DVG       | Entrepreneur Président du SIVOM de Châtillon-Noyal (1992 → 1993) |
| juin 1995    | mars 2001 | Franck Trouilloud  | PS        | Ancien collaborateur de cabinet ministériel |
| mars 2001    | mars 2008 | Gilles de Bel-Air  | DVD       | Maraîcher |
| mars 2008    | mars 2014 | Sylvie Epaud       | PS        | Mère au foyer (ancien chirurgien-dentiste) |
| mars 2014    | mai 2020  | Gilles de Bel-Air  | DVD       | Maraîcher |
| mai 2020     | En cours  | Sébastien Guéret   | DVG       | Directeur pôle éducation et culture Conseiller départemental du canton de Bruz (2021 → ) Conseiller métropolitain délégué à l'économie sociale et solidaire (2020 → ) |

| Période                                  | Période       | Identité               | Étiquette | Qualité                                                                   |
| ---------------------------------------- | ------------- | ---------------------- | --------- | ------------------------------------------------------------------------- |
| juin 1808                                | avril 1813    | Jacques Veillard       |           |                                                                           |
| Les données manquantes sont à compléter. |               |                        |           |                                                                           |
| 1896                                     | 1901          | Jean-Marie Libiot      |           |                                                                           |
| 1901                                     | 1919          | Jules Hux              |           | Chevalier du Mérite agricole                                              |
| 1919                                     | 1925          | Alexandre Quatreboeufs |           |                                                                           |
| 1925                                     | 1945          | Ange Chevet            | SFIO      | Ancien combattant 14-18 Officier d'académie                               |
| 1945                                     | 1962          | Pierre Croc père       | MRP       |                                                                           |
| 1962                                     | mars 1989     | Pierre Croc fils       |           | Artisan carrossier, maire honoraire Président du SIVOM de Châtillon-Noyal |
| mars 1989                                | décembre 1992 | Jean-Jacques Heuzé     | DVG       | Entrepreneur Président du SIVOM de Châtillon-Noyal (1992 → 1993)          |
| Les données manquantes sont à compléter. |               |                        |           |                                                                           |

| Période                                  | Période       | Identité                        | Étiquette   | Qualité                                                                           |
| ---------------------------------------- | ------------- | ------------------------------- | ----------- | --------------------------------------------------------------------------------- |
| 1790                                     | 1792          | Jean Even                       |             |                                                                                   |
| 1792                                     | 1800          | Pierre Gauchard                 |             |                                                                                   |
| 1800                                     | 1803          | Jean Georges Bourtoureau        |             |                                                                                   |
| 1803                                     | 1830          | Julien René Mainguené           |             |                                                                                   |
| 1830                                     | 1830          | Pierre René Petit               |             |                                                                                   |
| Les données manquantes sont à compléter. |               |                                 |             |                                                                                   |
| 1866                                     | 1871          | Pierre Jean Marie Judeaux       |             |                                                                                   |
| 1871                                     | 1888          | Félix Denis                     |             |                                                                                   |
| 1888                                     | 1898          | Alexandre Pierre Joseph Pichard |             |                                                                                   |
| 1898                                     | 1900          | Henri Porteu de la Morandière   |             | Garde général des Eaux et Forêts                                                  |
| 1900                                     | 1902          | François Texier                 |             |                                                                                   |
| 1902                                     | mai 1908      | Pierre Texier                   |             |                                                                                   |
| mai 1908                                 | mai 1929      | Félicien Jean Marie Texier      | Républicain |                                                                                   |
| mai 1929                                 | 1956          | François Chapin                 | Rad ind     | Exploitant agricole                                                               |
| 1956                                     | 1964          | Pierre Roussard                 |             | Cultivateur                                                                       |
| 1964                                     | 1971 (décès)  | Armel Gatel                     |             |                                                                                   |
| février 1972                             | mars 1989     | Louis Texier                    |             | Agriculteur, maire honoraire (1989)                                               |
| mars 1989                                | décembre 1992 | Claude David                    |             | Président du SIVOM de Châtillon-Noyal (1989 → 1992) Premier adjoint (1993 → 1995) |
| Les données manquantes sont à compléter. |               |                                 |             |                                                                                   |

### Jumelages
- Longford (Irlande) depuis le 17 mars 1998.

## Population et société

### Démographie

#### Évolution démographique
L'évolution du nombre d'habitants est connue à travers les recensements de la population effectués dans la commune depuis 1793. Pour les communes de moins de 10 000 habitants, une enquête de recensement portant sur toute la population est réalisée tous les cinq ans, les populations de référence des années intermédiaires étant quant à elles estimées par interpolation ou extrapolation. Pour la commune, le premier recensement exhaustif entrant dans le cadre du nouveau dispositif a été réalisé en 2007.

En 2022, la commune comptait 7 995 habitants, en évolution de +15,62 % par rapport à 2016 (Ille-et-Vilaine : +5,46 %, France hors Mayotte : +2,11 %).
| 1793  | 1800  | 1806  | 1821  | 1831  | 1836  | 1841  | 1846  | 1851  |
| ----- | ----- | ----- | ----- | ----- | ----- | ----- | ----- | ----- |
| 1 339 | 1 128 | 1 403 | 1 266 | 3 394 | 1 215 | 1 245 | 1 224 | 1 208 |

| 1856  | 1861  | 1866  | 1872  | 1876  | 1881  | 1886  | 1891  | 1896 |
| ----- | ----- | ----- | ----- | ----- | ----- | ----- | ----- | ---- |
| 1 172 | 1 184 | 1 147 | 1 116 | 1 108 | 1 056 | 1 029 | 1 004 | 957  |

| 1901 | 1906 | 1911 | 1921 | 1926 | 1931 | 1936 | 1946 | 1954 |
| ---- | ---- | ---- | ---- | ---- | ---- | ---- | ---- | ---- |
| 893  | 873  | 834  | 741  | 721  | 696  | 726  | 789  | 853  |

| 1962 | 1968  | 1975  | 1982  | 1990  | 1999  | 2006  | 2007  | 2012  |
| ---- | ----- | ----- | ----- | ----- | ----- | ----- | ----- | ----- |
| 921  | 1 026 | 1 338 | 1 403 | 2 090 | 5 635 | 5 797 | 5 822 | 6 688 |

| 2017  | 2022  | - | - | - | - | - | - | - |
| ----- | ----- | - | - | - | - | - | - | - |
| 6 919 | 7 995 | - | - | - | - | - | - | - |

#### Pyramide des âges
La population de la commune est relativement jeune.
En 2018, le taux de personnes d'un âge inférieur à 30 ans s'élève à 36,1 %, soit en dessous de la moyenne départementale (38,2 %). À l'inverse, le taux de personnes d'âge supérieur à 60 ans est de 23,7 % la même année, alors qu'il est de 23,3 % au niveau départemental.
En 2018, la commune comptait 3 346 hommes pour 3 539 femmes, soit un taux de 51,4 % de femmes, légèrement supérieur au taux départemental (51,18 %).
Les pyramides des âges de la commune et du département s'établissent comme suit.
| Hommes | Classe d’âge | Femmes |
| ------ | ------------ | ------ |
| 0,5    | 90 ou +      | 1,2    |
| 5,5    | 75-89 ans    | 7,1    |
| 16,0   | 60-74 ans    | 17,2   |
| 22,3   | 45-59 ans    | 22,4   |
| 18,1   | 30-44 ans    | 17,5   |
| 19,6   | 15-29 ans    | 17,9   |
| 18,0   | 0-14 ans     | 16,7   |

| Hommes | Classe d’âge | Femmes |
| ------ | ------------ | ------ |
| 0,7    | 90 ou +      | 1,8    |
| 6,3    | 75-89 ans    | 8,7    |
| 14,5   | 60-74 ans    | 15,6   |
| 19,6   | 45-59 ans    | 18,8   |
| 19,5   | 30-44 ans    | 18,7   |
| 20,2   | 15-29 ans    | 19     |
| 19,1   | 0-14 ans     | 17,4   |

## Culture locale et patrimoine
Noyal-Châtillon-sur-Seiche au début du XXe siècle

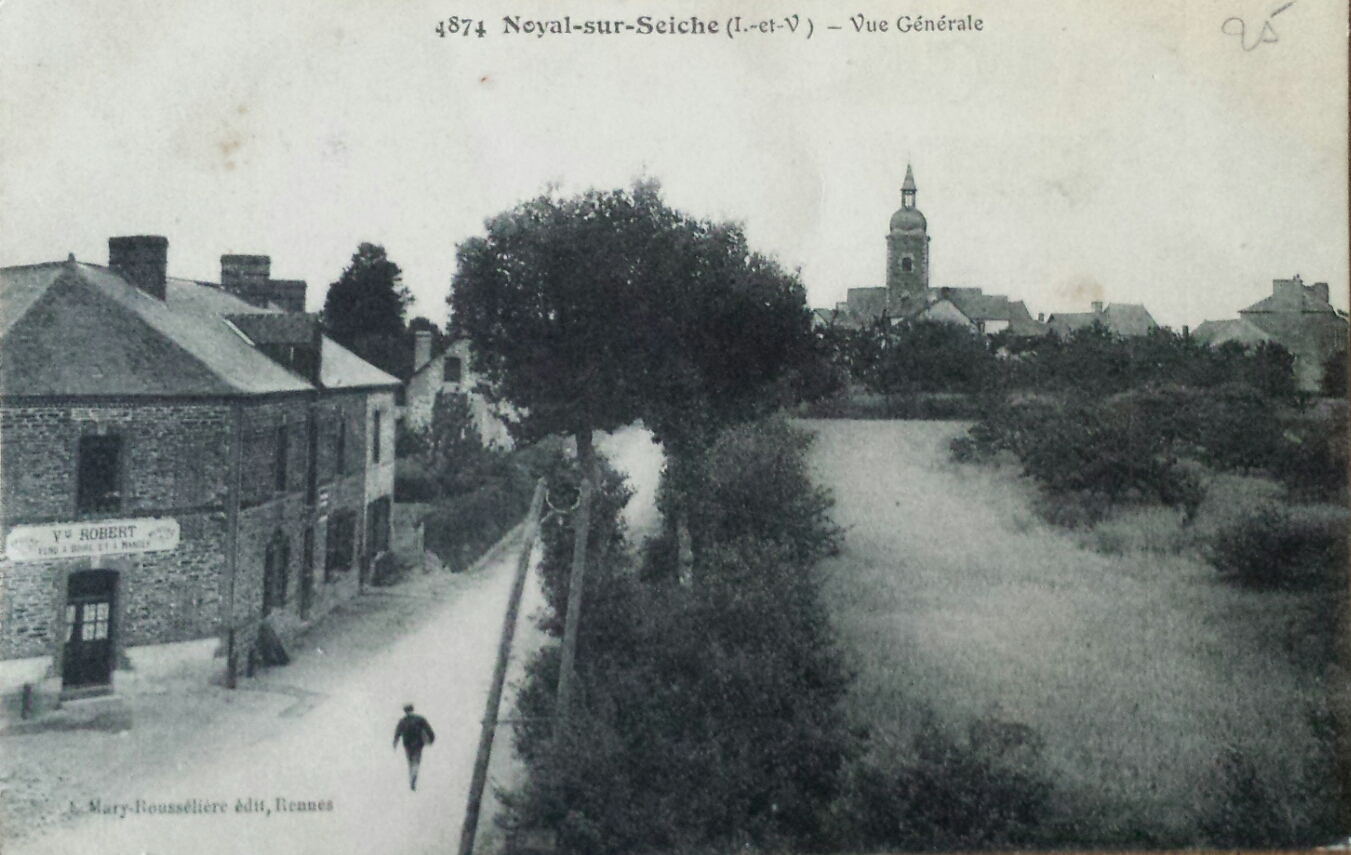
Rue de Vern
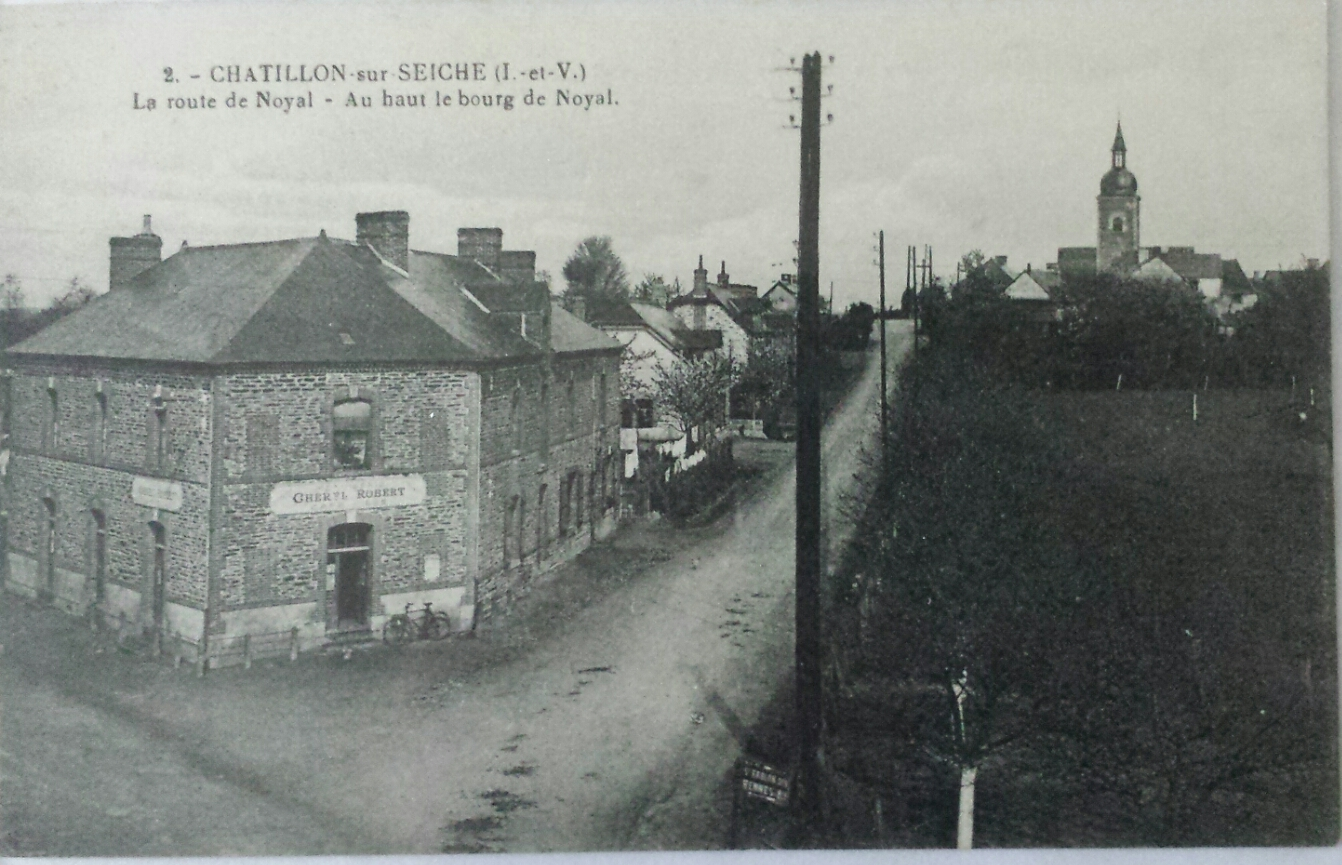
Rue de Vern
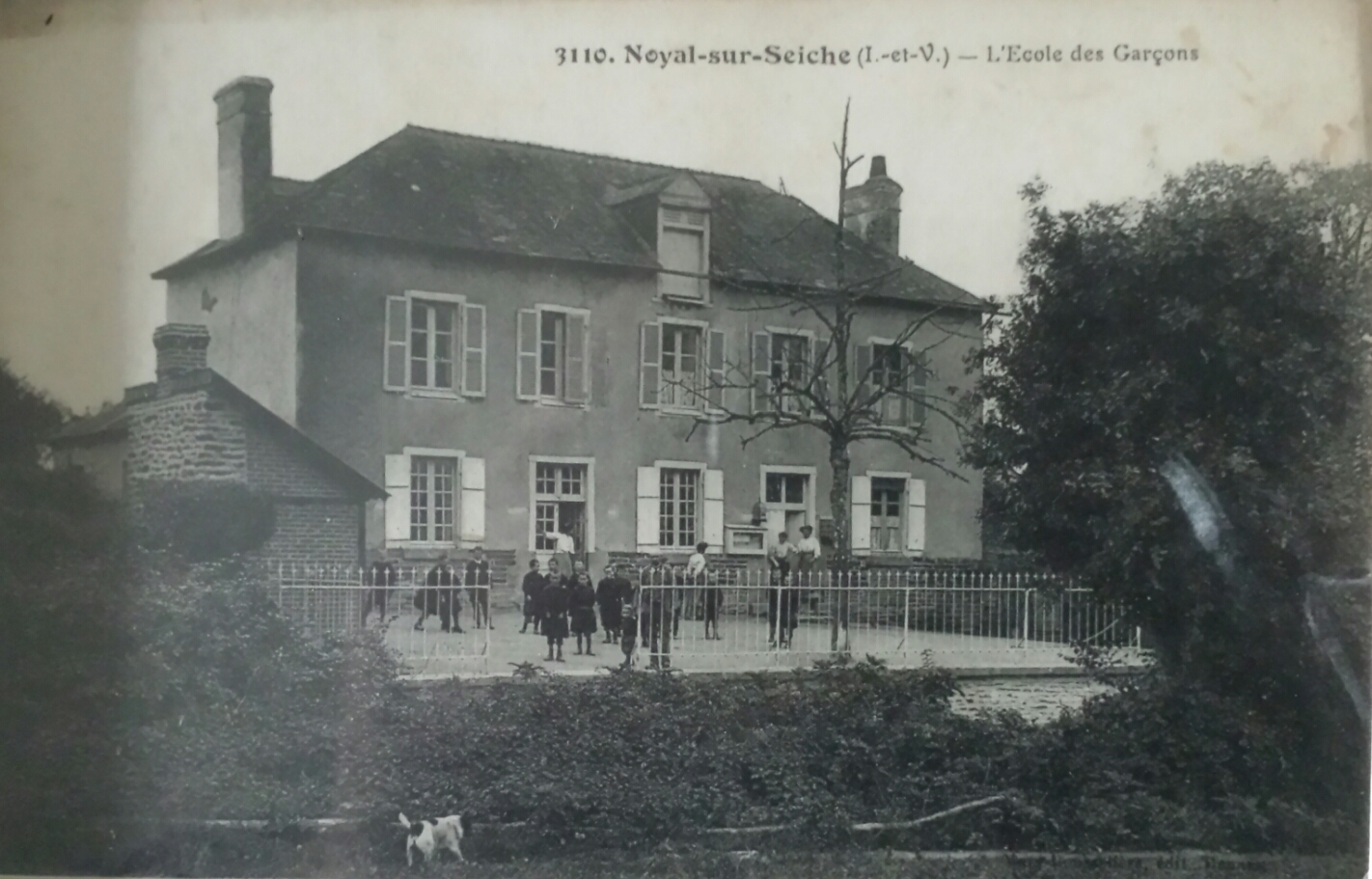
Noyal-sur-Seiche, école des garçons
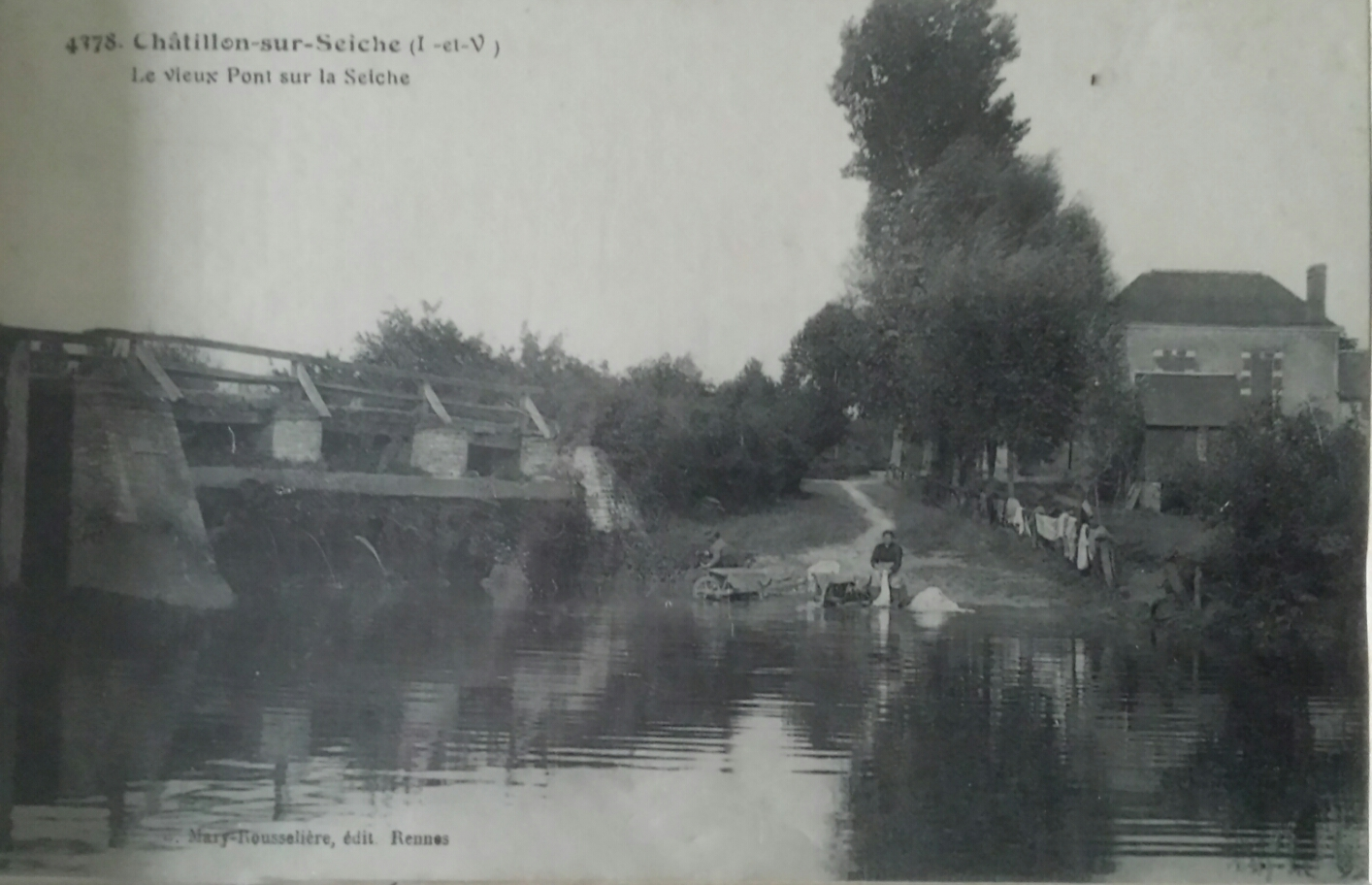
Pont sur la Seiche
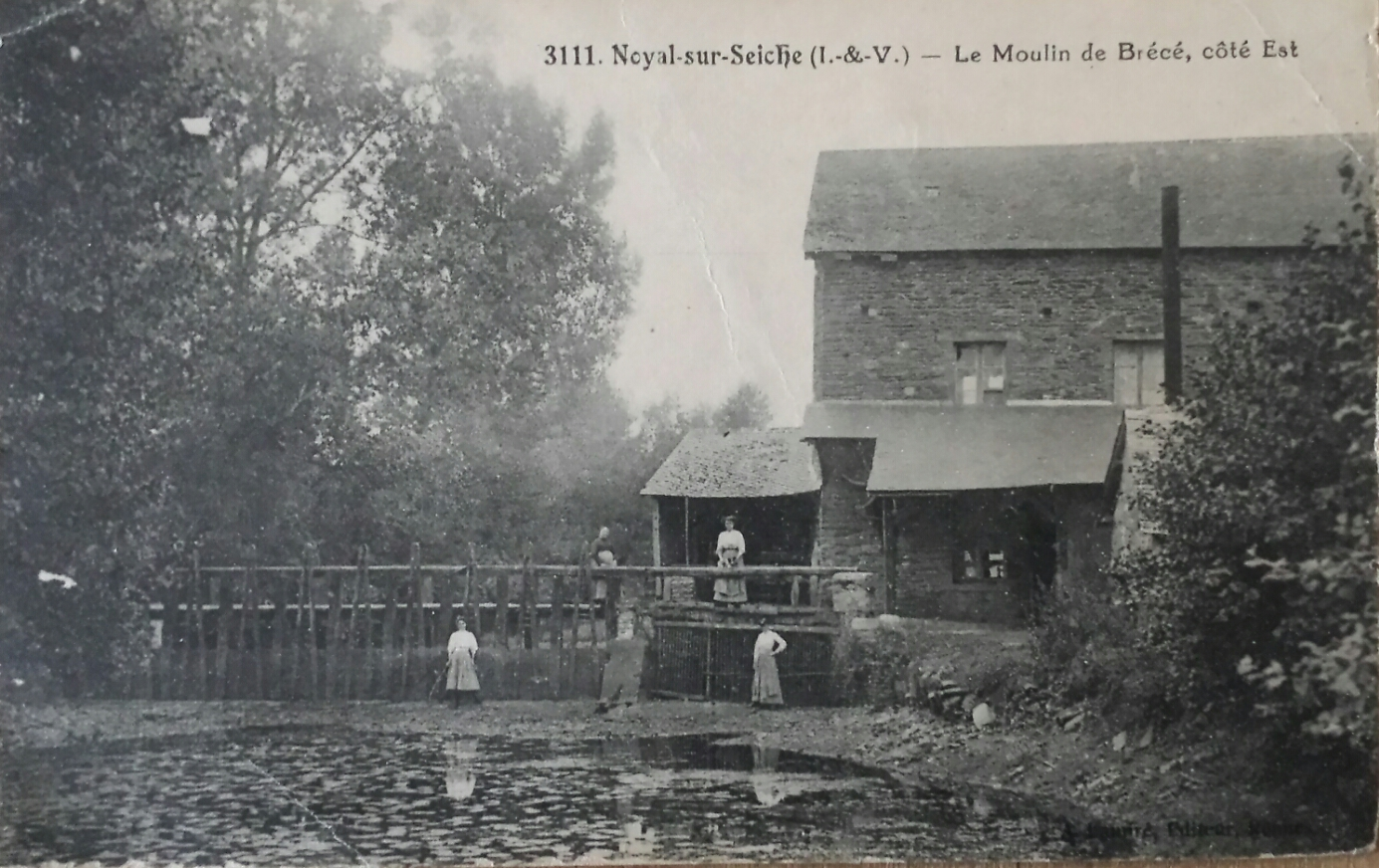
Le moulin de Brécé
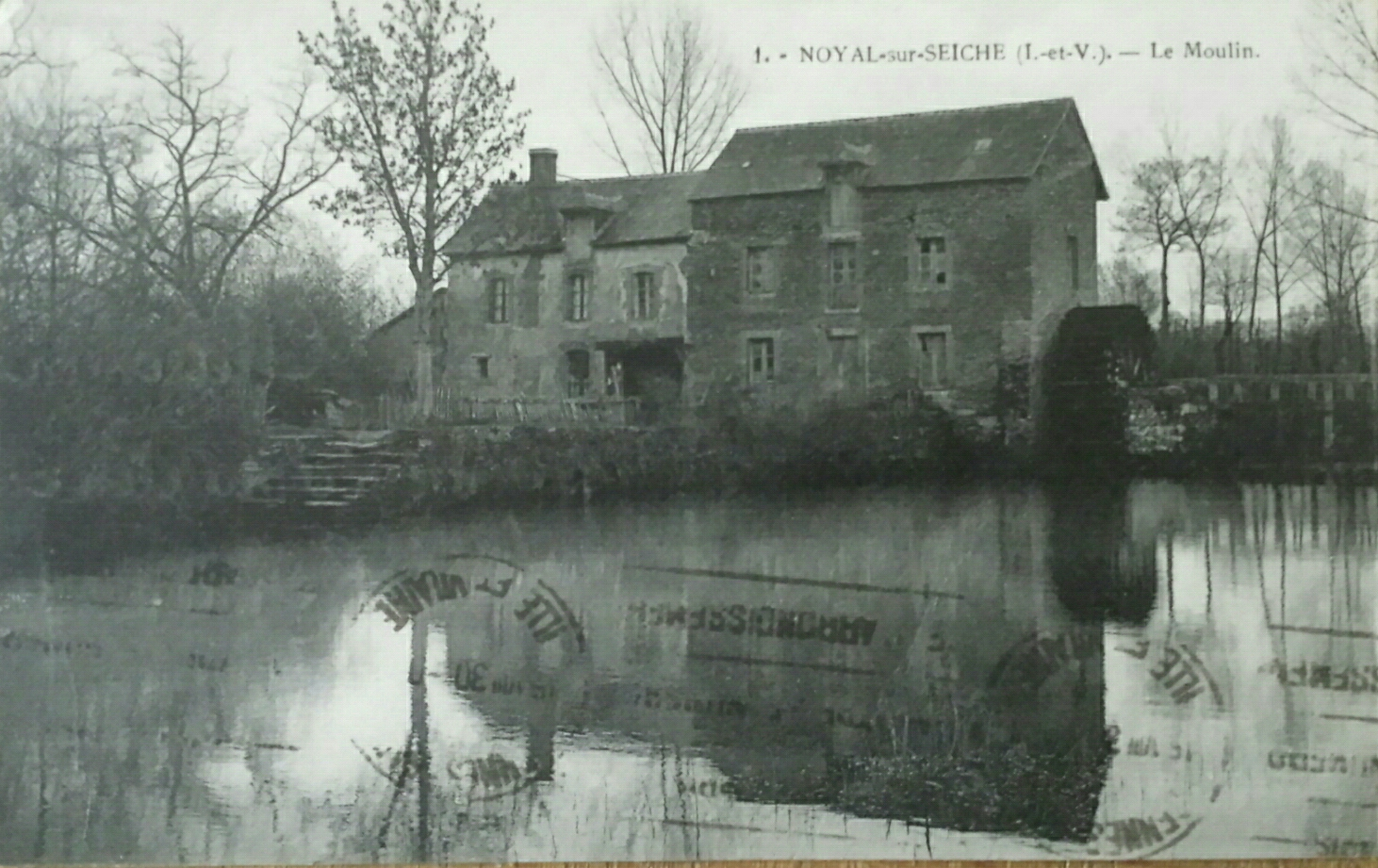
Le moulin de Brécé
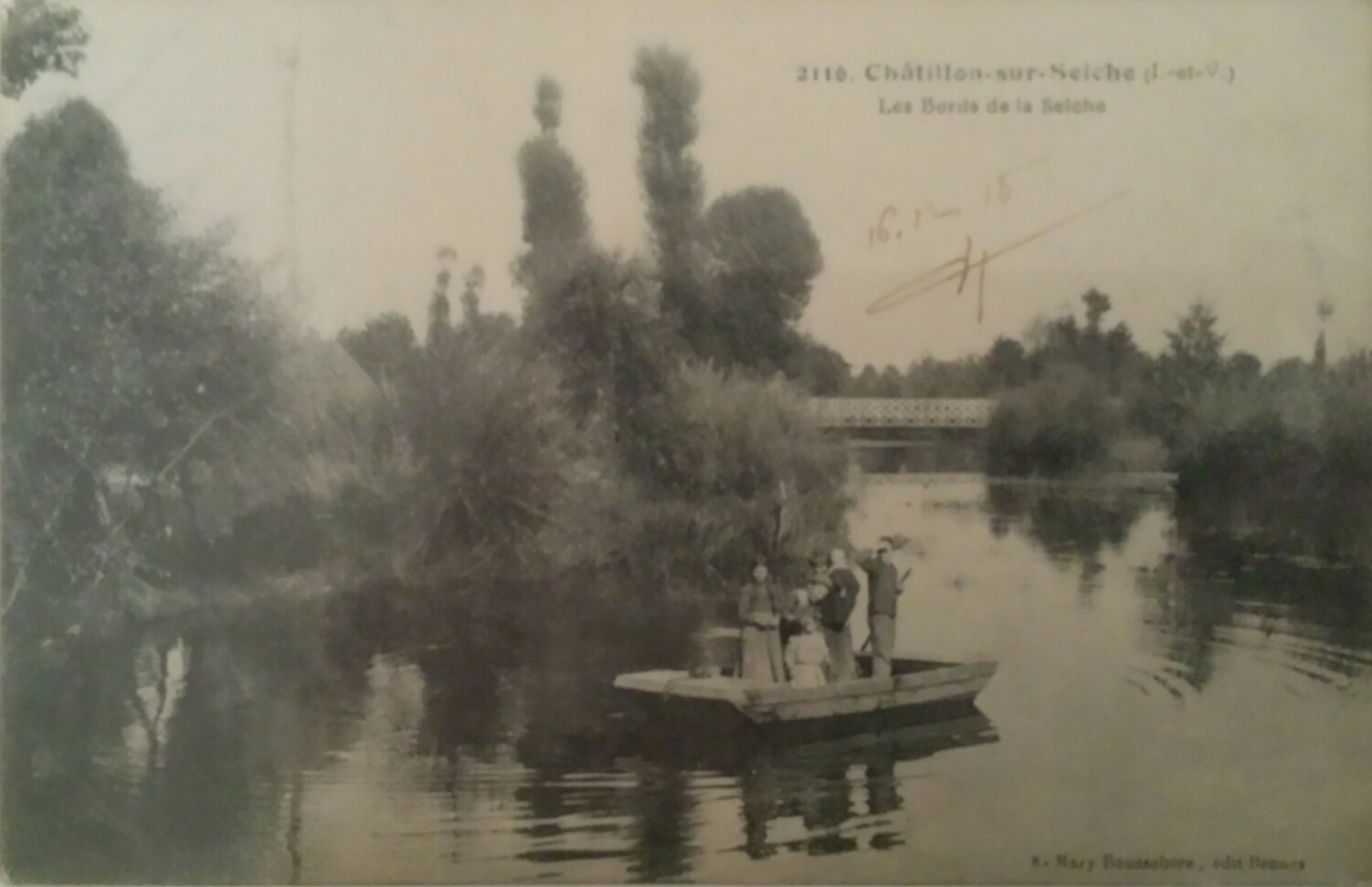
Ballade sur la Seiche
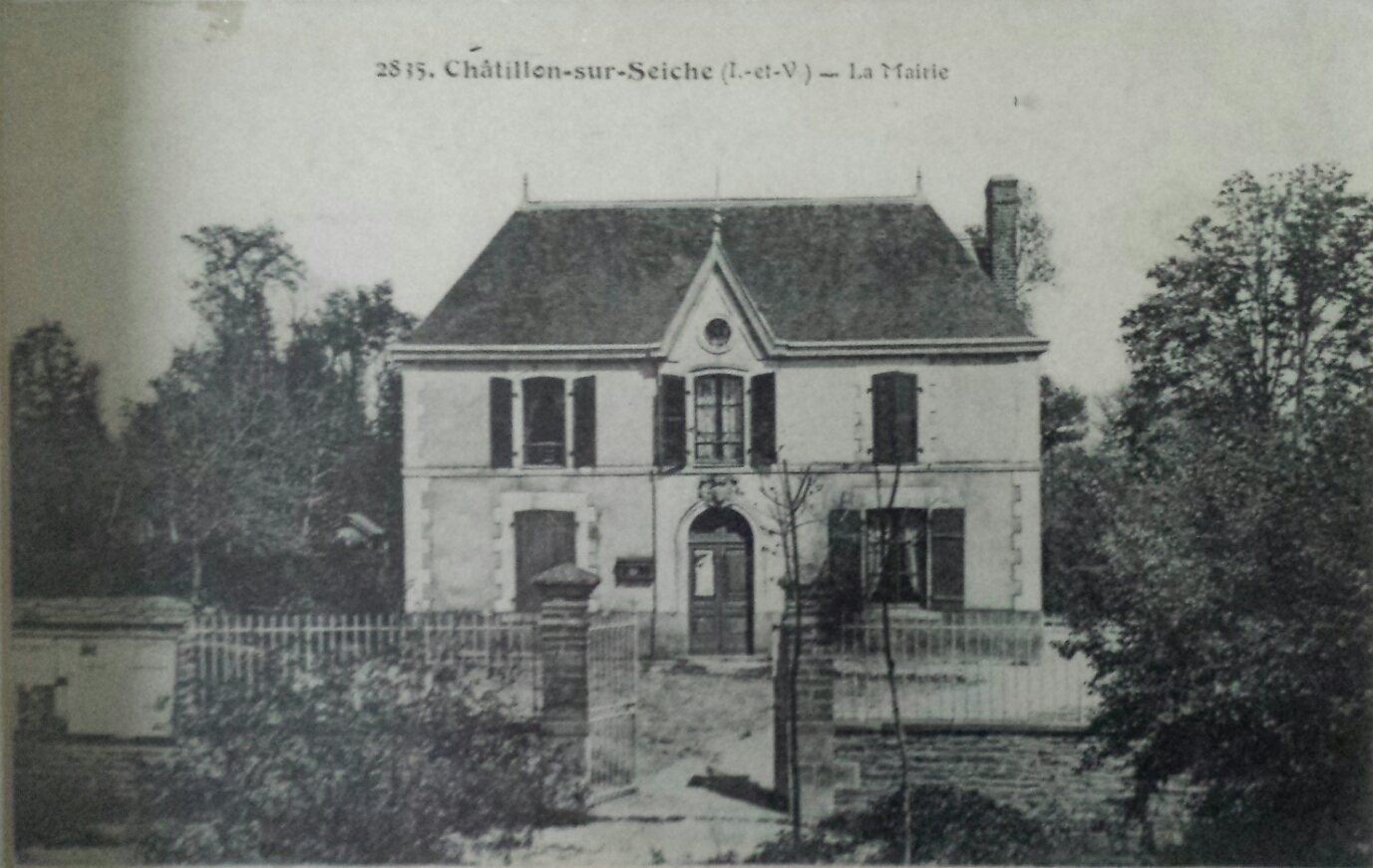
La mairie de Châtillon
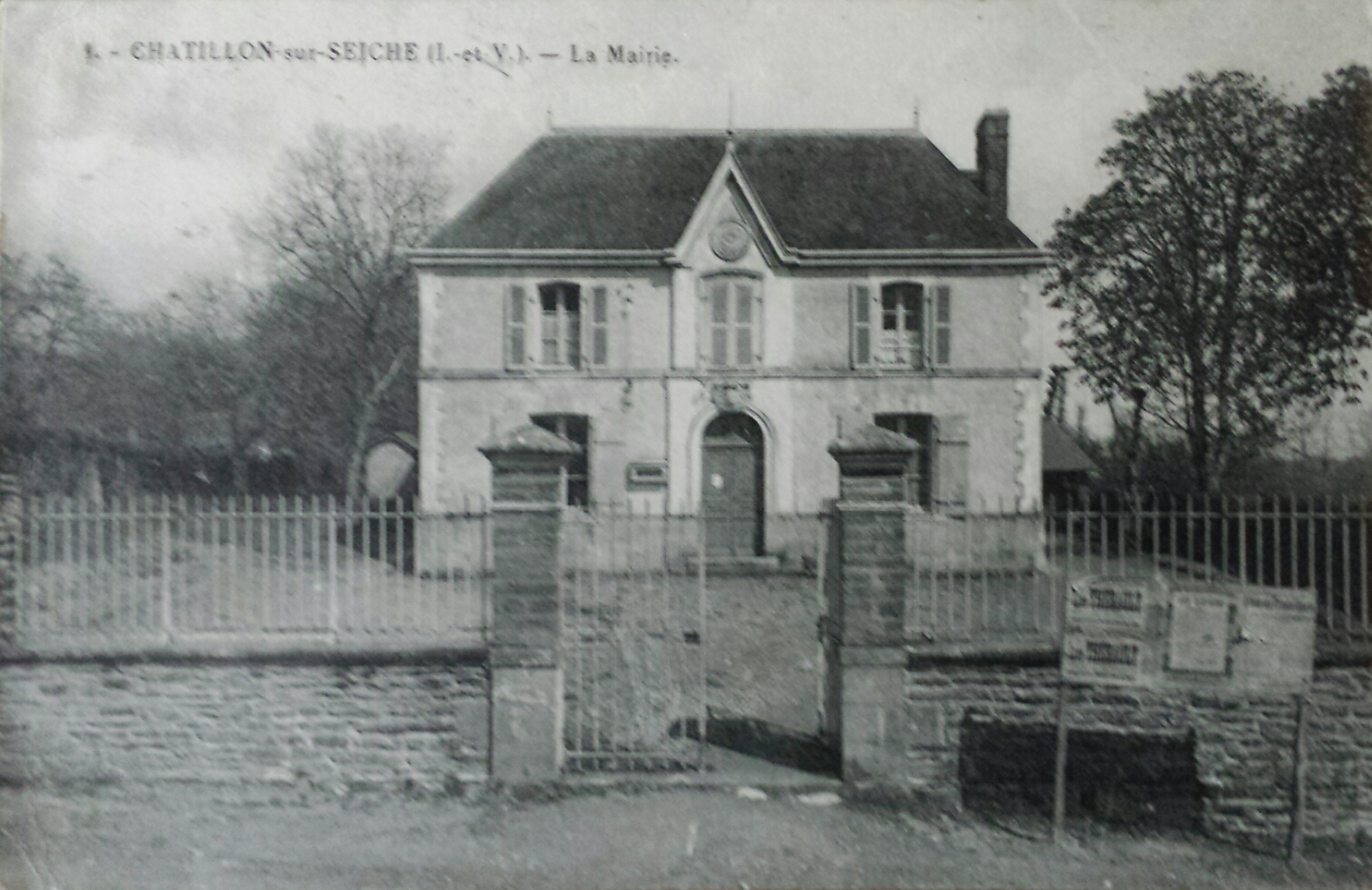
La mairie de Châtillon
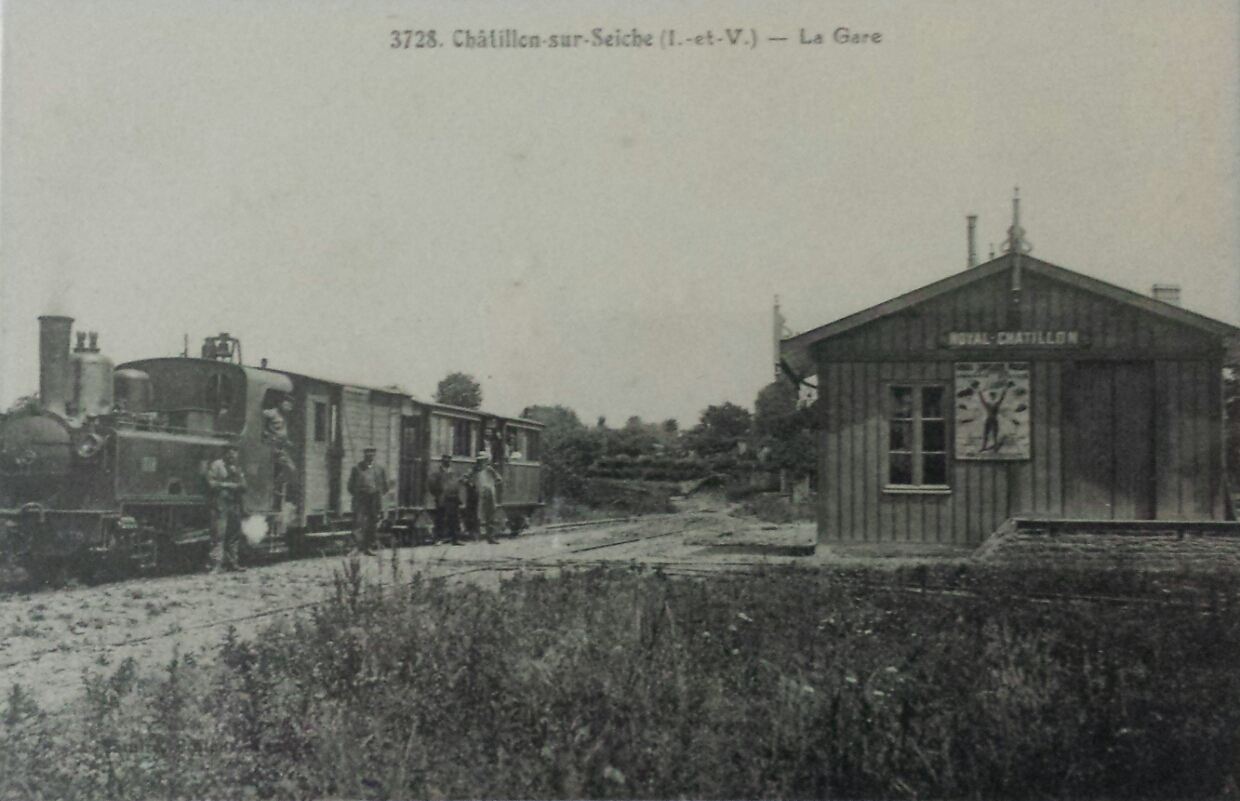
La gare des Tramways (TIV)
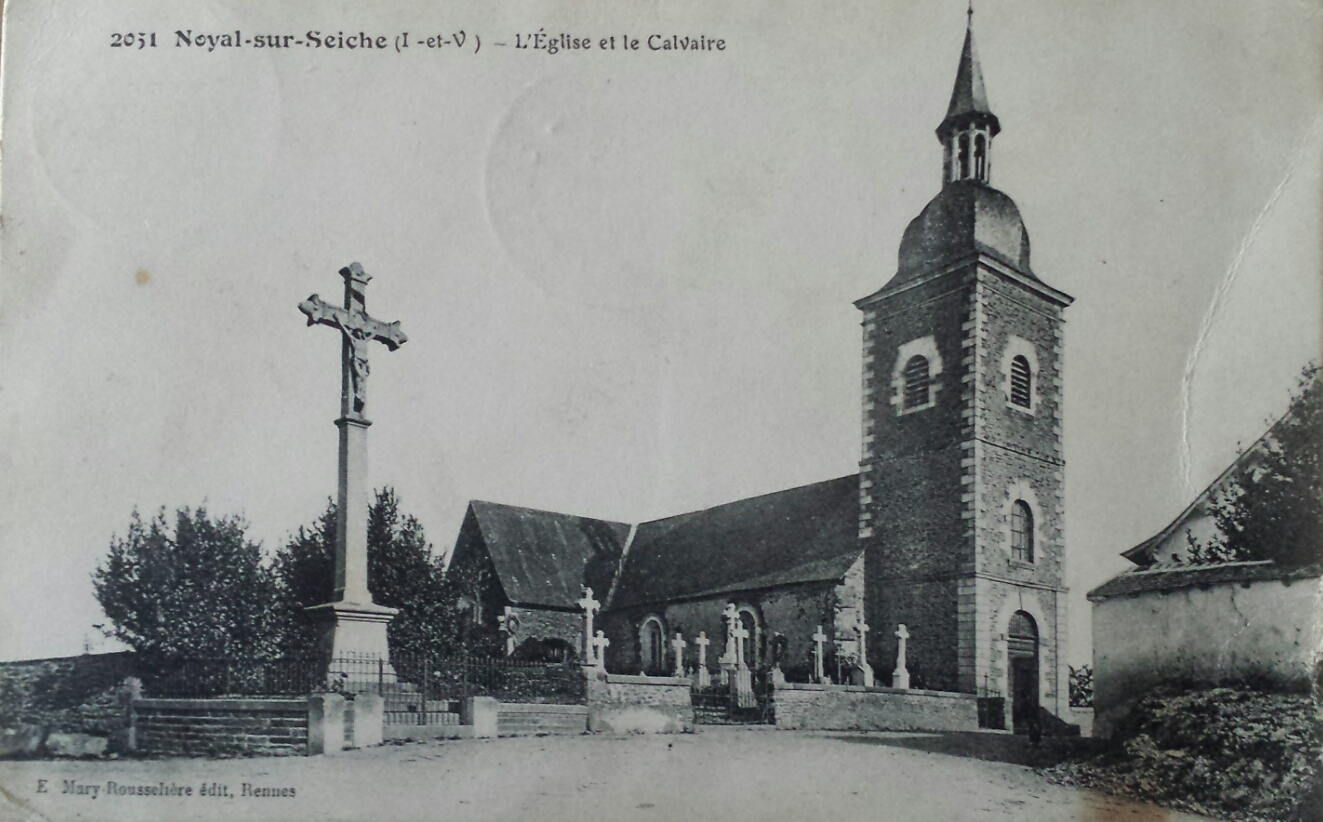
Église de Noyal-sur-Seiche
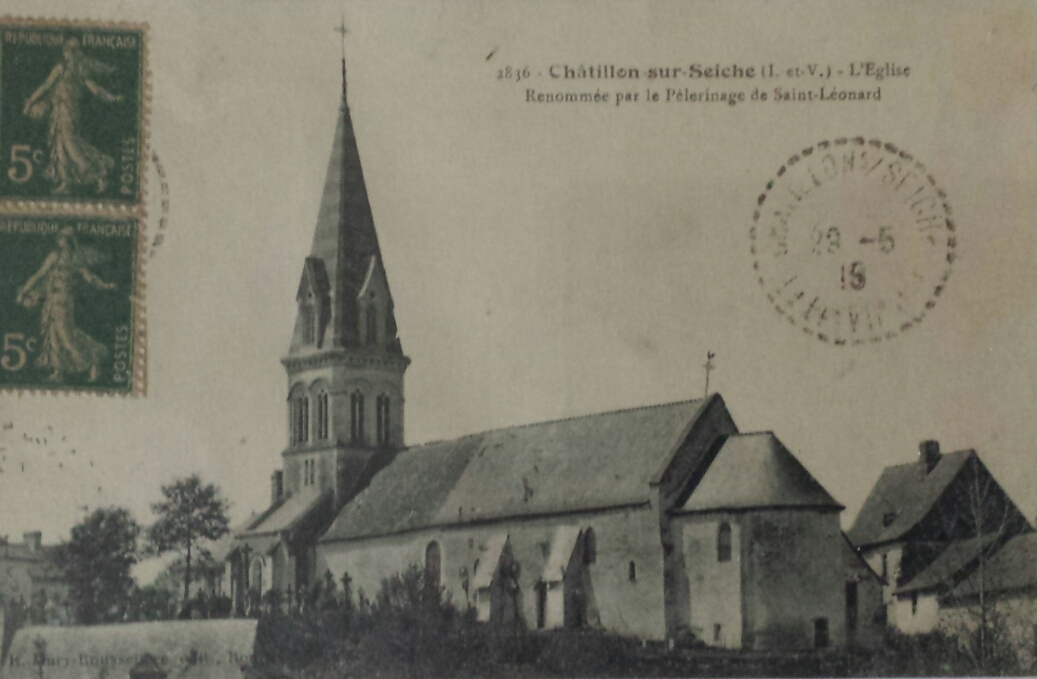
Église de Châtillon-sur-Seiche
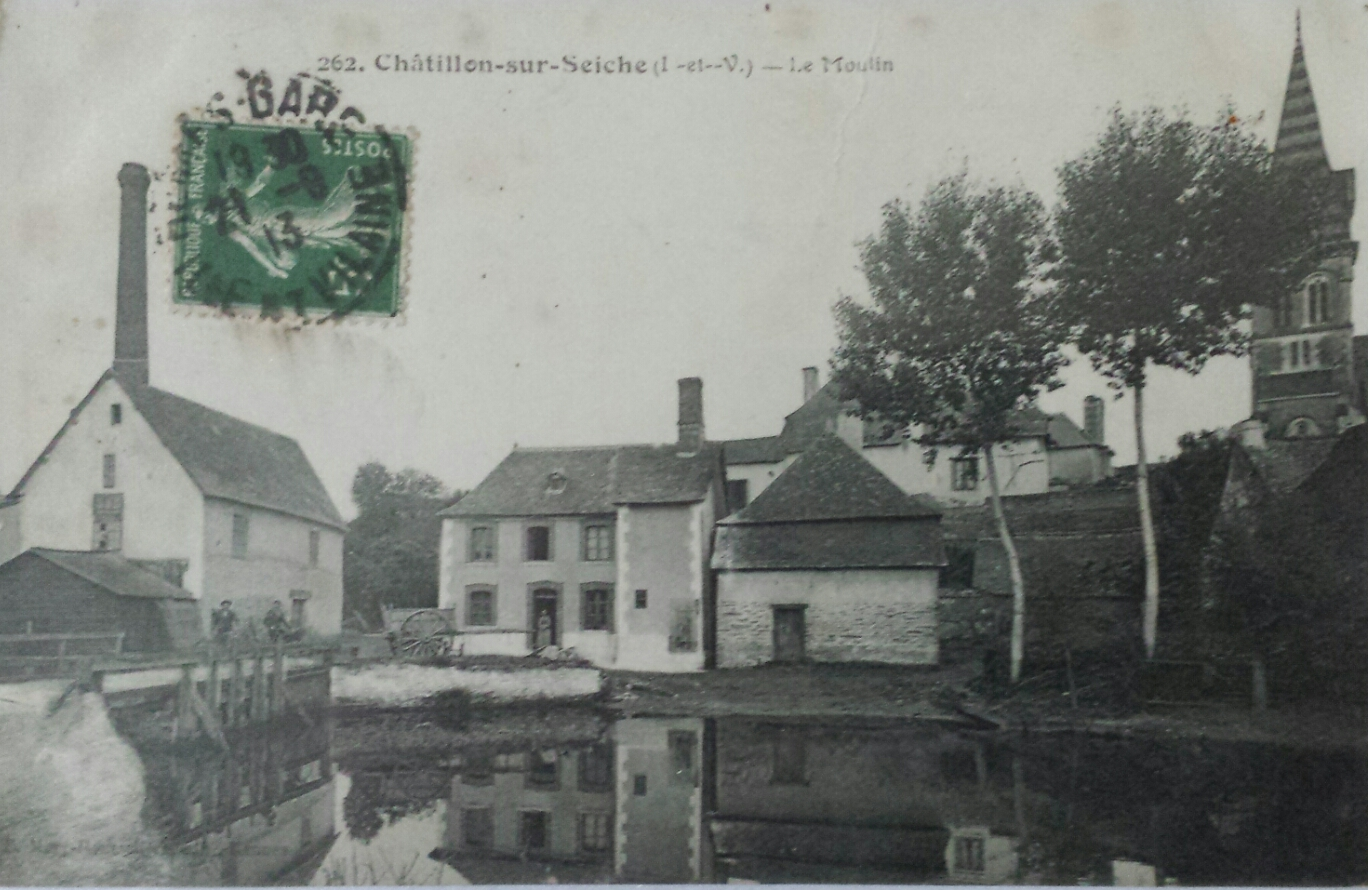
Moulin de Châtillon-sur-Seiche
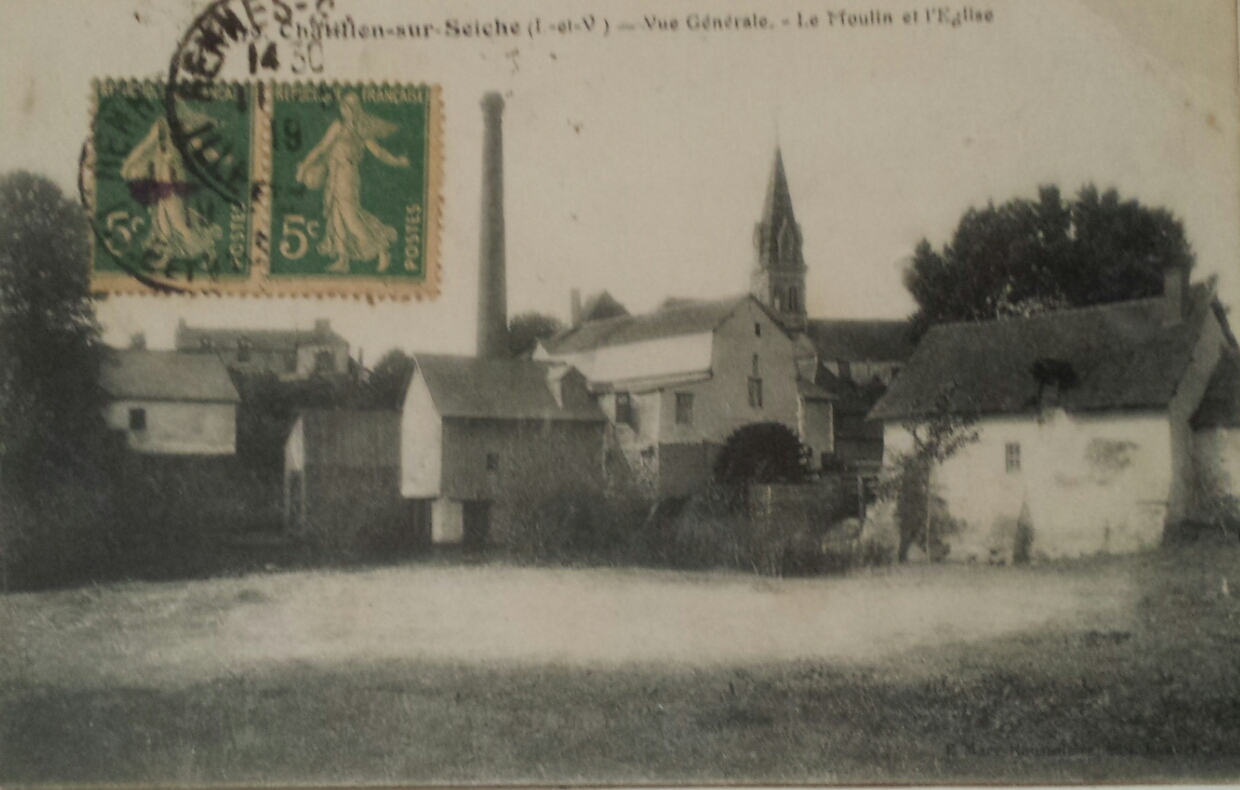
Moulin de Châtillon-sur-Seiche
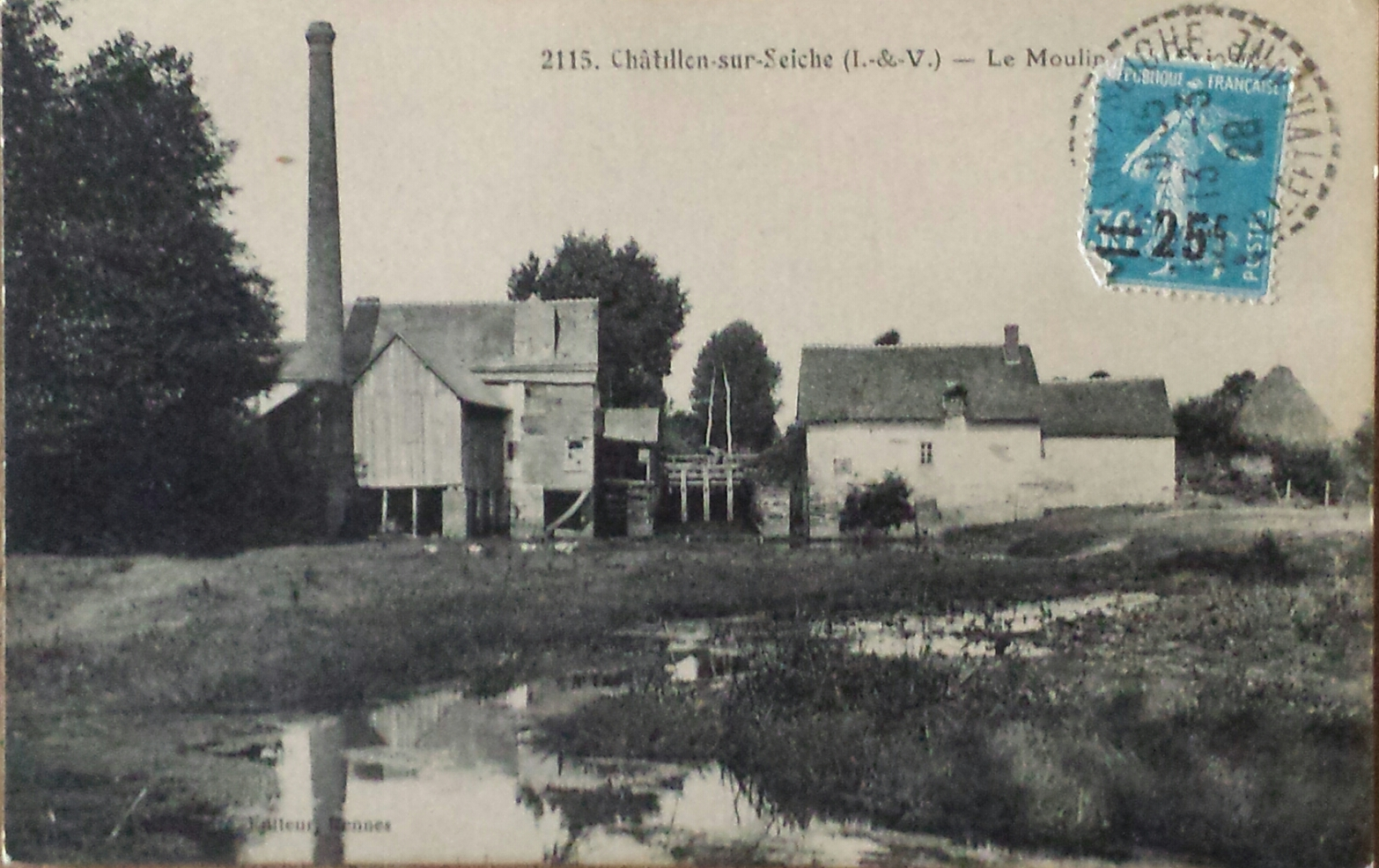
Moulin de Châtillon-sur-Seiche
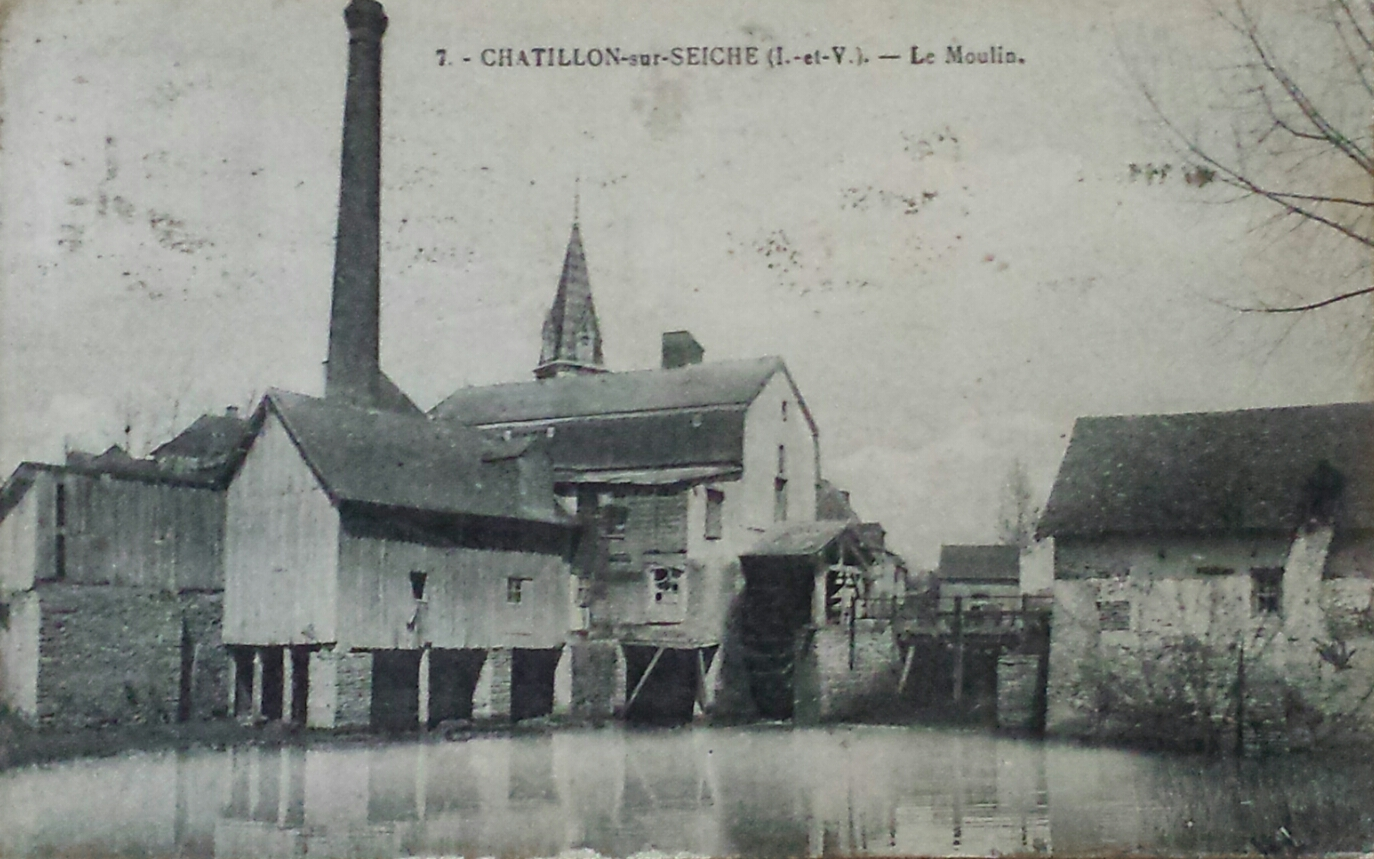
Moulin de Châtillon-sur-Seiche
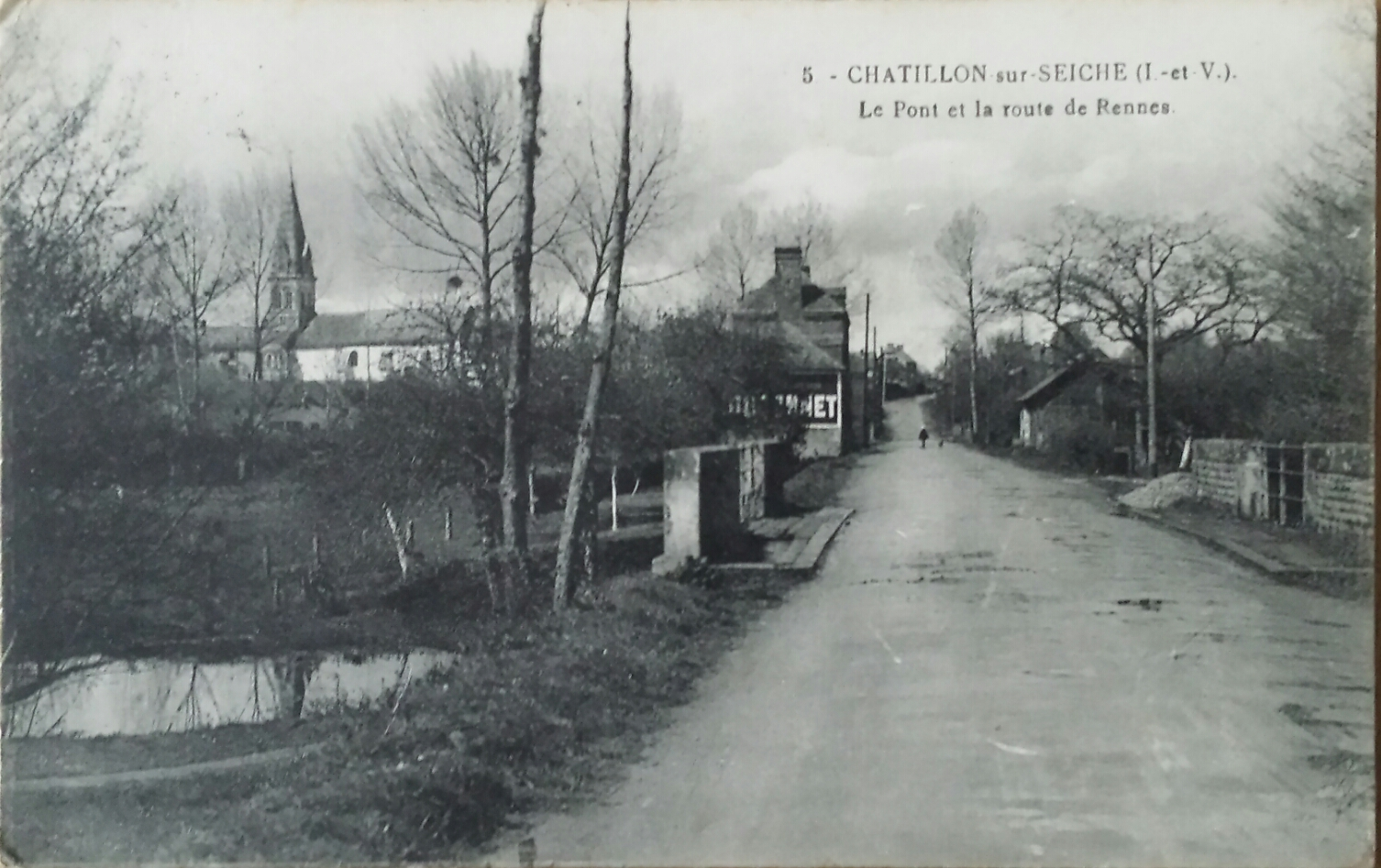
Arrivée de Saint-Erblon, avant le pont de la Seiche
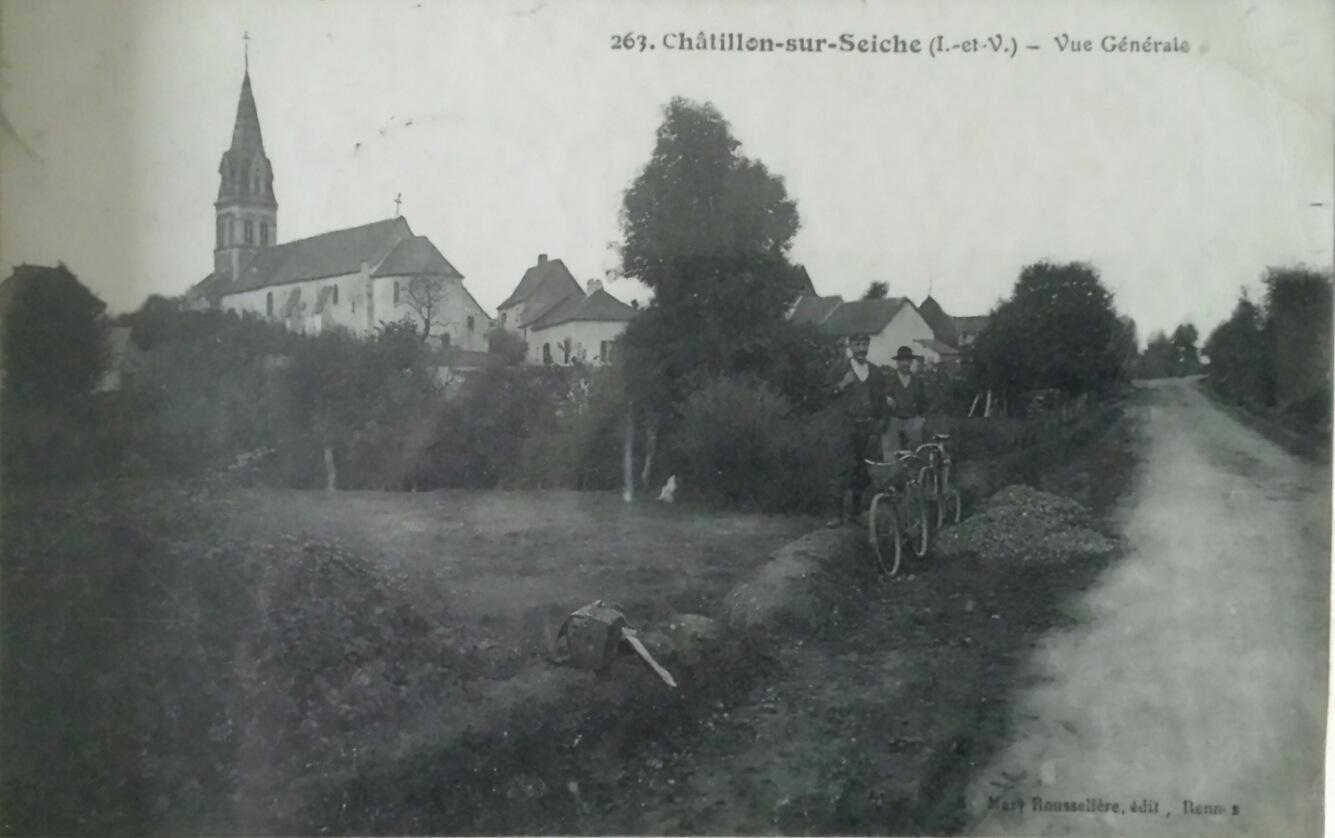
Arrivée de Saint-Erblon, après le pont de la Seiche

### Monuments

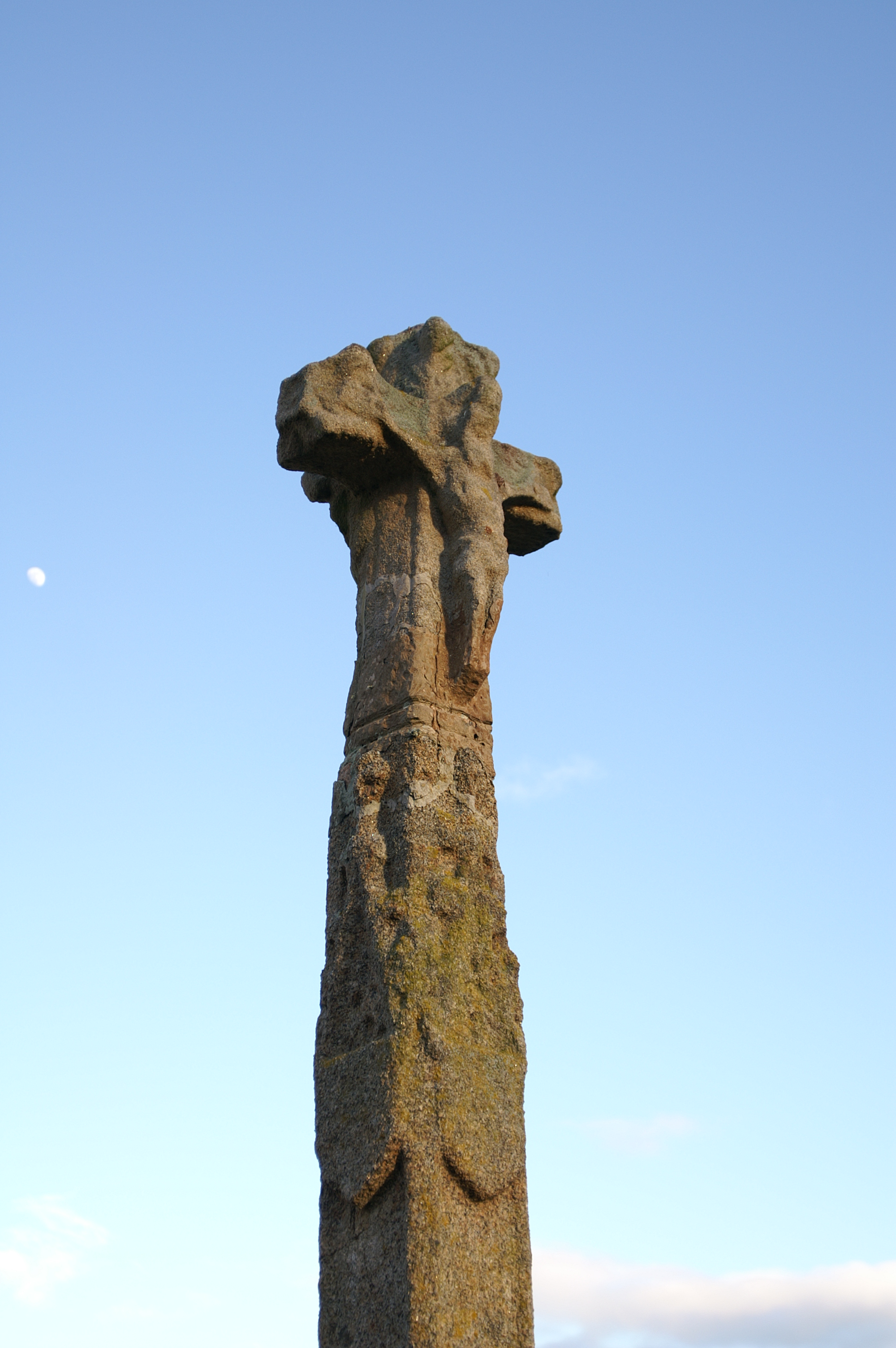
Face ouest de la croix de cimetière : le Christ.
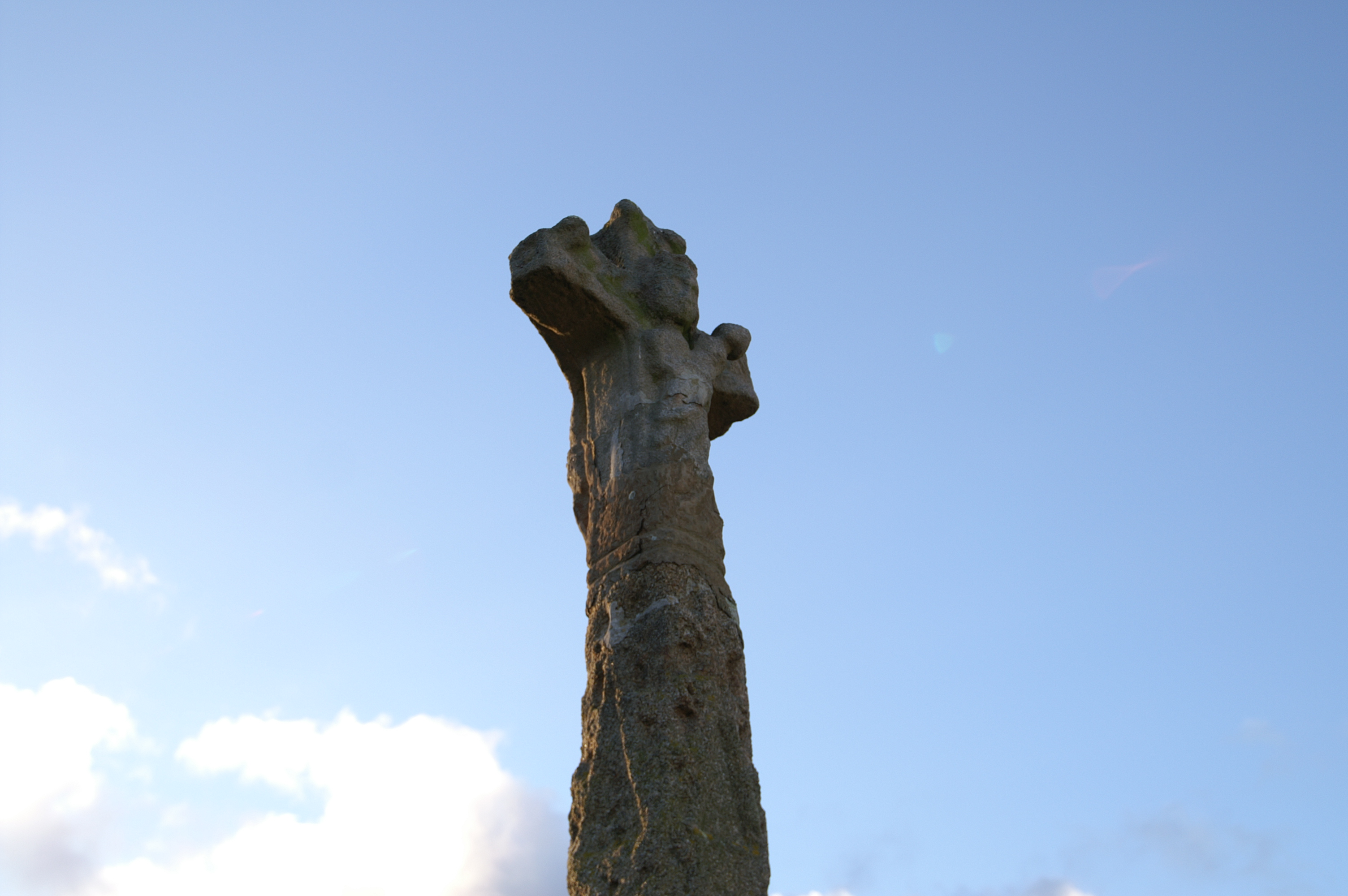
Face est de la croix de cimetière : la Vierge.
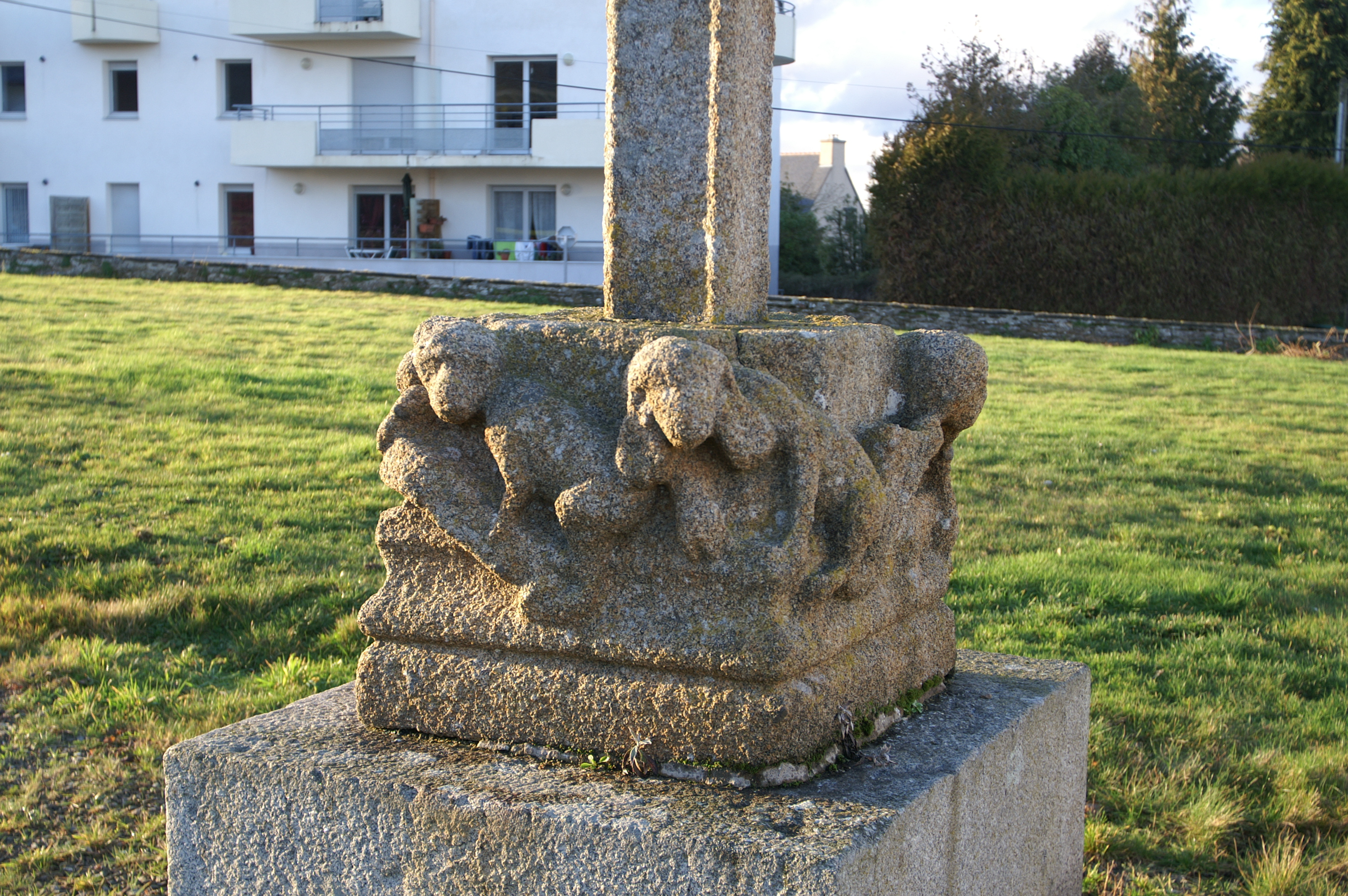
Base de la croix de cimetière.
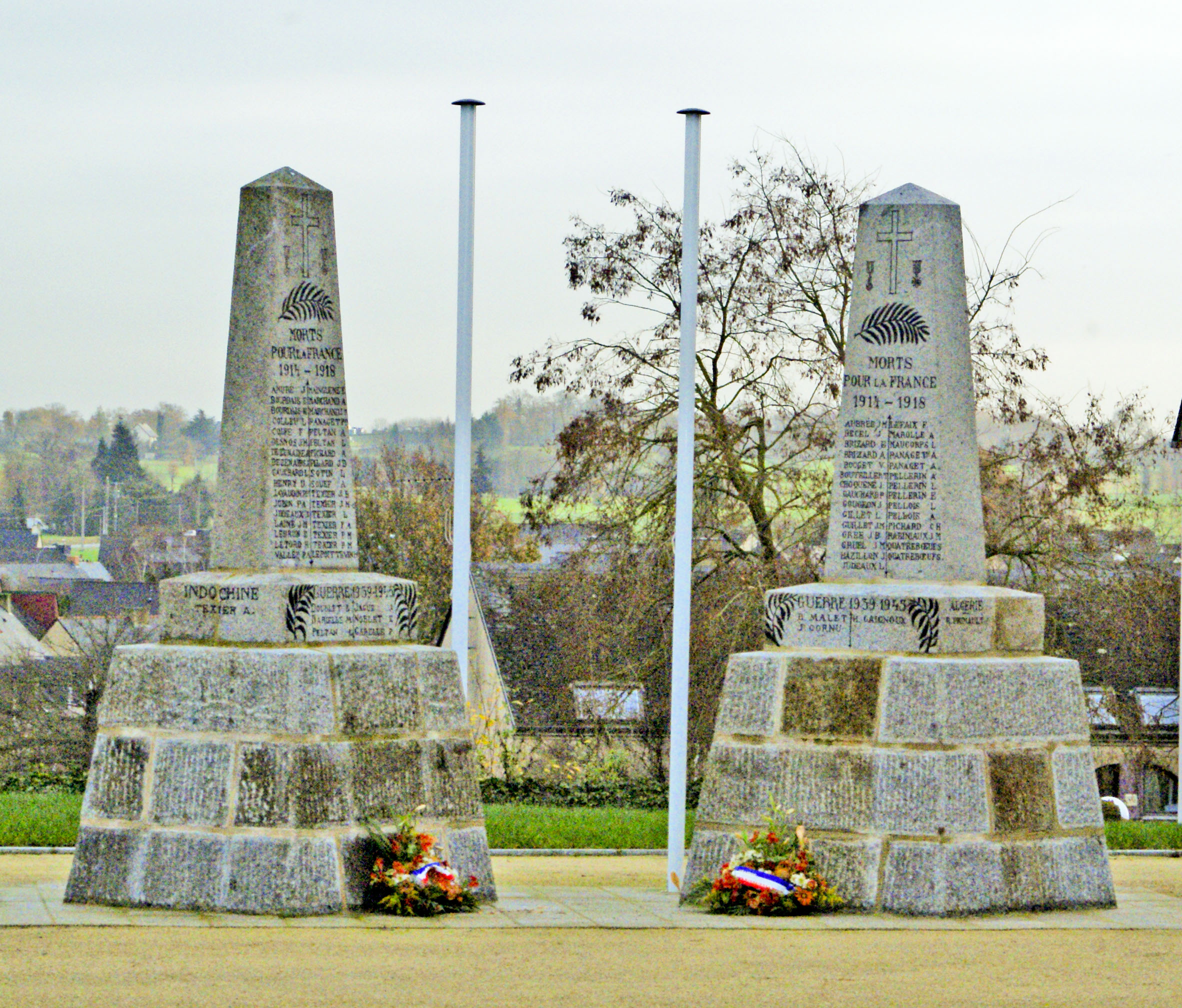
Monuments aux morts
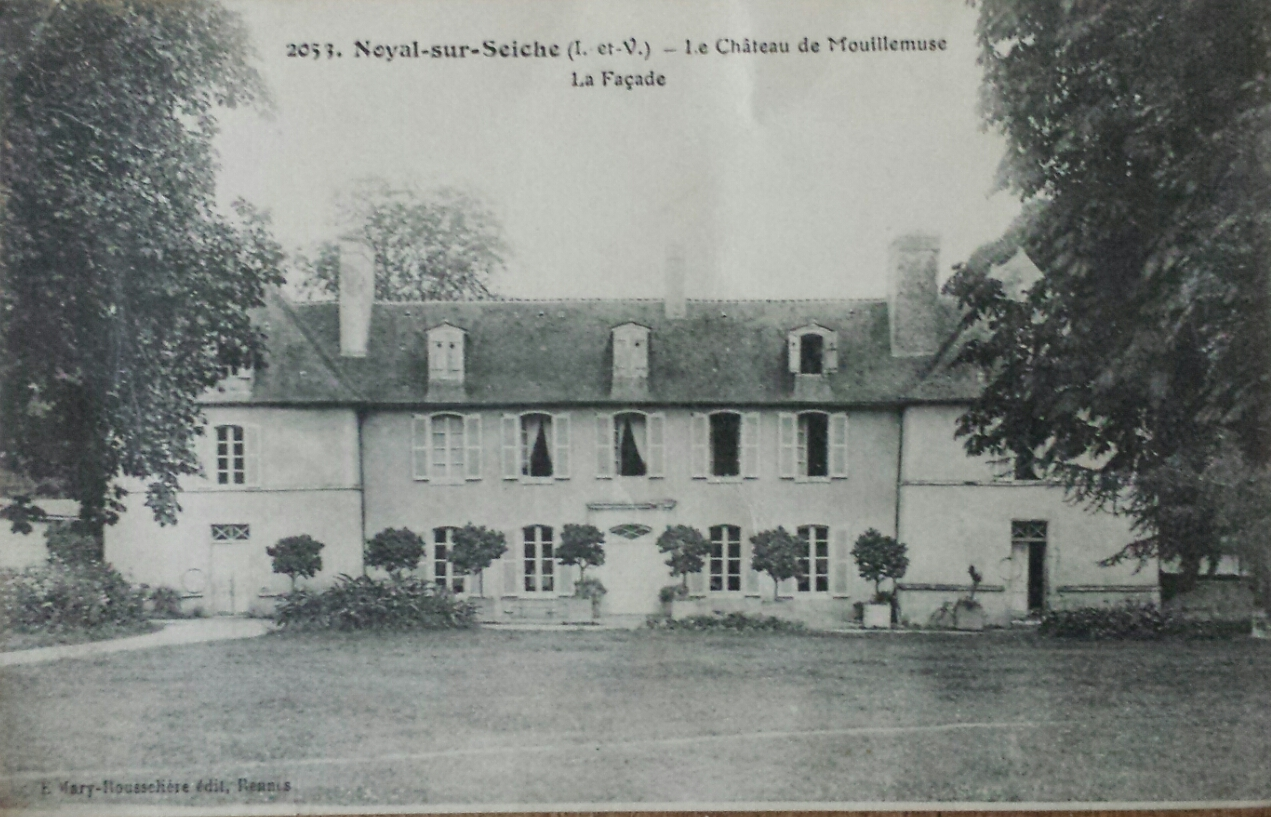
Le château de Mouillemuse
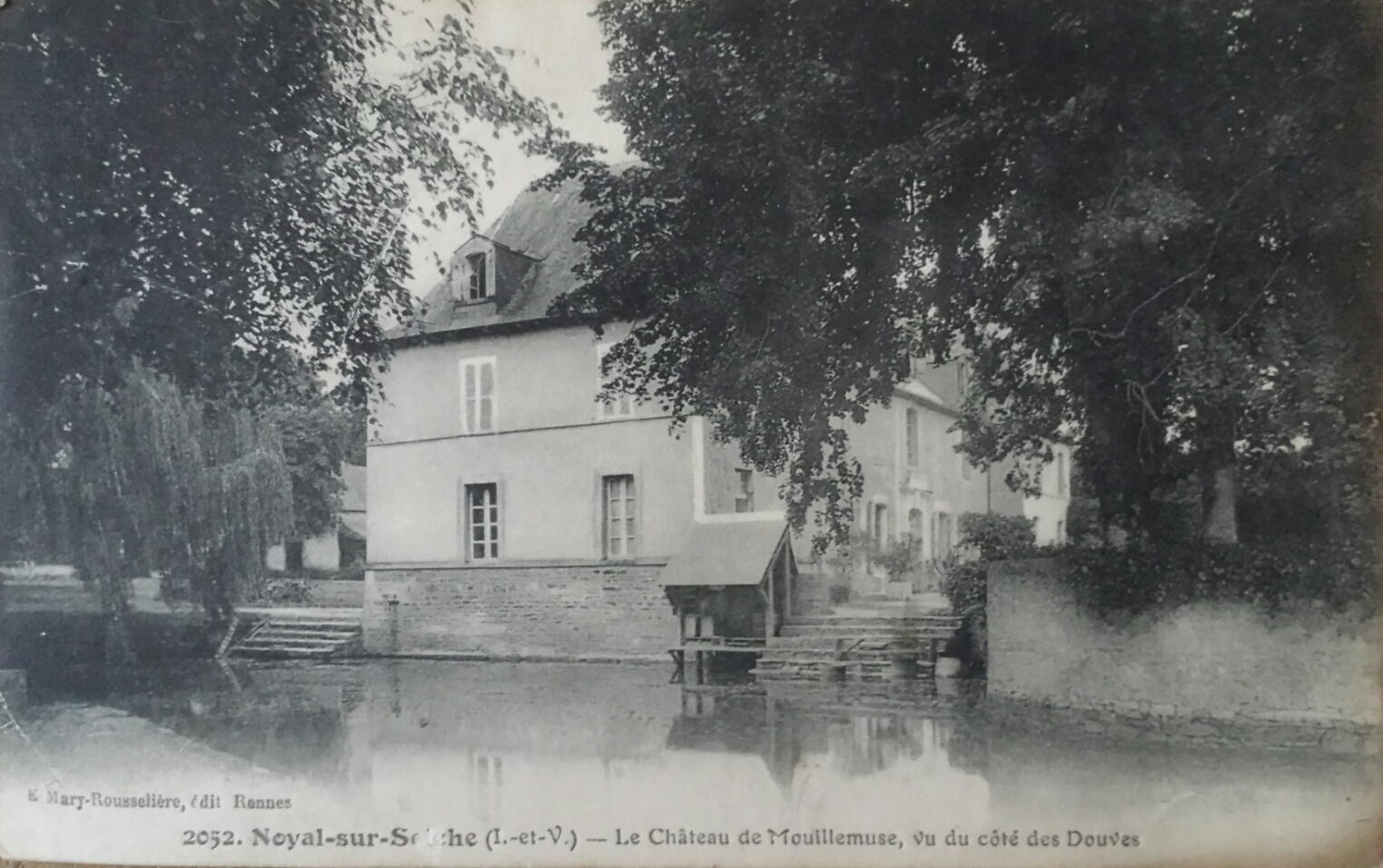
Le château de Mouillemuse, vu des douves

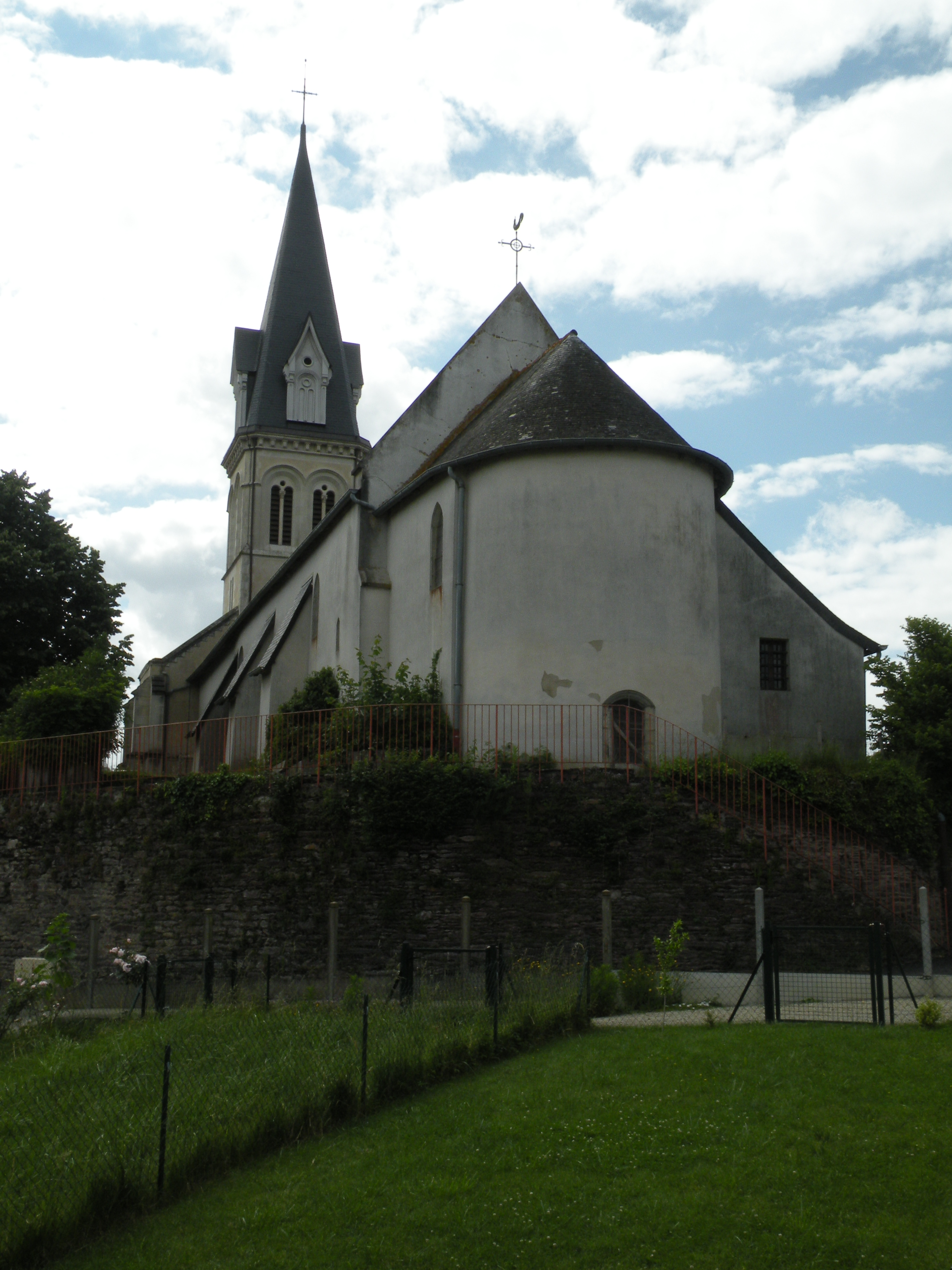
église Saint-Léonard.

Église paroissiale actuellement Saint-Léonard, Saint-Mélaine initialement. Crypte du Haut Moyen Âge sous le chœur. Le chœur et une partie de la nef sont romans. Cette dernière a été agrandie au XVe siècle ou XVIe siècle. Le porche a été édifié en 1880.
La commune compte trois monuments historiques :
- la croix à l'emplacement de l'ancien cimetière paroissial de Noyal, située à côté de l'église Saint-Martin, date du XVIe siècle. Sculptée dans le granit, une Vierge porte l'Enfant Jésus dans ses bras. Sur le socle sept singes grimpent les uns sur les autres : ces singes pourraient symboliser les sept péchés capitaux. Elle a été classée par arrêté du 10 mars 1907[41],[42].
- l'église Saint-Léonard de Châtillon-sur-Seiche, inscrite monument historique par arrêté du 11 août 2022[43].
- le manoir de Mouillemuse, domaine situé à l'est du bourg, inscrit depuis le 11 décembre 2015[44],[45],[46].

### Personnalités liées à la commune
- Frédéric Benoist[47],[48], né le 3 octobre 1914 à Châtillon-sur-Seiche, clerc de notaire chez maître Meslin, notaire à Guignen. Il a été arrêté le 28 juillet 1944 à Guignen lors d'une rafle. Incarcéré au camp Margueritte, il est déporté lors du dernier convoi du 3 août 1944 vers Belfort, puis transféré le 29 août 1944 vers Neuengamme (matricule 43917). Il décède à Neuengamme, kommando de Whilhemshaven.
- Blachère Alphonse Lucien, né en 1964 à Chatillon/S. Capitaine en 2e au 27 régiment d'artillerie. Chevalier de la Légion d'honneur. Décret du 10/7/1907[49].
- Douabin François Joseph, né le 8 mars 1876 à Châtillon/S. Officier d'administration de 2e classe au parc d'artillerie régional de Dijon. Chevalier de la Légion d'honneur. Décret du 25/1/1926[50].
- Stéphane Heulot, champion de France de cyclisme sur route, 1996.
- Lucas Léon, né le 9 août 1853 à Châtillon/S, capitaine au 65e RI. Chevalier de la Légion d'honneur. Décret du 11/7/1896[51].
- Martin Auguste Marie, né le 13 février 1893 à Noyal-sur-Seiche. Ancien soldat du 117 RI. Mutilé à 100 %. Chevalier de la Légion d'honneur. Décret du 21/6/1954[52].
- Monchatre René Eugène Louis, né le 3 août 1861 à Noyal-sur-Seiche. Capitaine d'infanterie territorial. Chevalier de la Légion d'honneur. Décret du 5/1/1918[53].
- Porteu de la Morandière Edmond Marie Gaëtan, né le 9 août 1881 à Noyal-sur-Seiche. Chevalier de la Légion d'honneur[54].
- Porteu de la Morandière Emmanuel Gaëtan Marie, né le 5 juillet 1891 à Noyal-sur-Seiche. Médecin capitaine. Chevalier de la Légion d'honneur. Décret du 19/1/1952[55].

### Héraldique
| Blason de Châtillon-sur-Seiche | Les armes de Noyal-Châtillon-sur-Seiche se blasonnent ainsi : De gueules à deux taureaux effarouchés affrontés de sable, accornés et onglés d'or, soutenant une crosse du même, à laquelle ils sont liés au col par une chaîne aussi d'or. |